# قائمة بعثات كندا الدبلوماسية

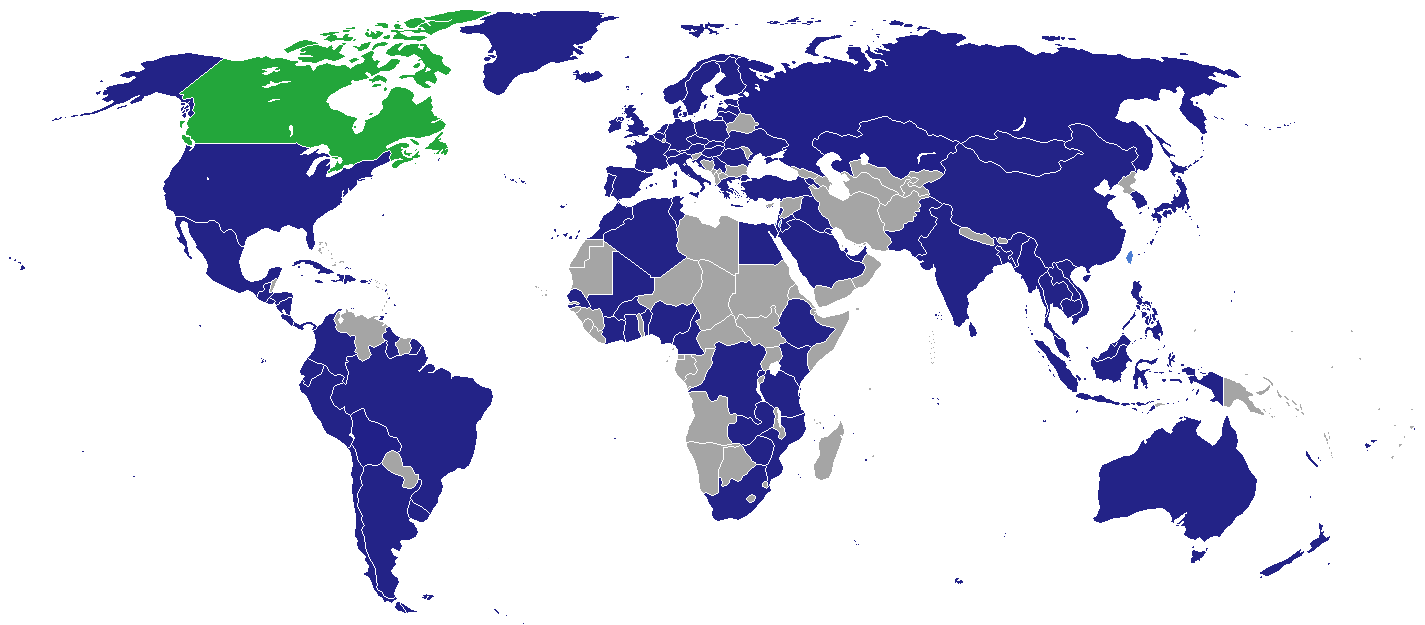
البعثات الدبلوماسية لكندا حول العالم:
الدول التي تستضيف سفارة كندية أو مفوضية عليا
التمثيلات الدبلوماسية الأخرى
الدول التي لا تستضيف البعثات الدبلوماسية الكندية
كندا

هذه قائمة البعثات الدبلوماسية الخارجية الخاصة بكندا، تتمتع كندا بشبكة دبلوماسية واسعة النطاق تديرها الشئون العالمية الكندية.

## رؤية عامة
باعتبارها إحدى دول الكومنولث، يُشار إلى البعثات الدبلوماسية الكندية في عواصم دول الكومنولث الأخرى باسم اللجان العليا (على عكس السفارات). ولدى كندا مكاتب دبلوماسية وقنصلية (بما في ذلك القناصل الفخريون غير المدرجين في هذه القائمة) في أكثر من 270 موقعاً في حوالي 180 دولة أجنبية حول العالم.
بموجب شروط اتفاقية تقاسم الخدمات القنصلية بين كندا وأستراليا، يقدم البَلَدان خدمات قنصلية لمواطني كل منهما في عدد من المواقع حول العالم. في الوقت الحالي، هناك 19 موقعاً حيث تقدم المكاتب الكندية الخدمات القنصلية للأستراليين، و12 مدينة أخرى حيث يمكن للكنديين الحصول على الخدمات القنصلية من المكاتب الأسترالية. وفي حالات الطوارئ، يًمكن للكنديين أيضاً طلب المساعدة من المكاتب البريطانية حول العالم؛ إذا لم يكن هناك مكتب كندي مقيم في نفس البلد.
تمتلك مقاطعة كيبيك وزارة العلاقات الدولية الخاصة بها (بالفرنسية: Ministère des العلاقات الدولية) وشبكة من 33 مكتباً في 18 دولة "لتعزيز مصالح كيبيك والدفاع عنها دولياً مع ضمان احترام سلطتها واتساق الأنشطة الحكومية". والمقاطعات الأخرى، مثل ألبرتا، وكولومبيا البريطانية، وأونتاريو، لديهم أيضاً مكاتب في خارج كندا.
اعتباراً من 2 يونيو 2019، علقت كندا عمليات سفارتها في كاراكاس بفنزويلا، وذلك على الفور لأن دبلوماسييها لم يعودوا قادرين على الحصول على تأشيرات. وقالت الوزيرة كريستيا فريلاند في بيان إن "نظام الرئيس نيكولاس مادورو اتخذ خطوات للحد من قدرة السفارات الأجنبية على العمل في فنزويلا" و"أن الدبلوماسيين الكنديين في فنزويلا لن يكونوا في وضع يسمح لهم بالحصول على اعتماد دبلوماسي بموجب قانون العقوبات". وتتولى السفارة الكندية في بوغوتا بكولومبيا الآن تقديم المساعدة القنصلية للمواطنين الكنديين الذين يعيشون في فنزويلا.

## أفريقيا
- الجزائر
  - الجزائر (سفارة)
- بوركينا فاسو
  - واغادوغو (سفارة)
- الكاميرون
  - ياوندي (مفوضية عليا)
- الكونغو الديمقراطية
  - كينشاسا (سفارة)
- مصر
  - القاهرة (سفارة)
- إثيوبيا
  - أديس أبابا (سفارة)
- غانا
  - أكرا (High Commission)
- ساحل العاج
  - أبيدجان (سفارة)
- كينيا
  - نيروبي (High Commission)
- مالي
  - باماكو (سفارة)
- المغرب
  - الرباط (سفارة)
- موزمبيق
  - مابوتو (High Commission)
- نيجيريا
  - أبوجا (High Commission)
  - لاغوس (Deputy High Commission)
- رواندا
  - كيغالي (Office of the High Commission)[ا][5]
- السنغال
  - داكار (سفارة)
- جنوب أفريقيا
  - بريتوريا (High Commission)
  - جوهانسبرغ (Trade Office)
- جنوب السودان
  - جوبا (سفارة)
- تنزانيا
  - دار السلام (High Commission)
- تونس
  - تونس (سفارة)
- زامبيا
  - لوساكا (Office of the High Commission)
- زيمبابوي
  - هراري (سفارة)

## الأمريكتين
- الأرجنتين
  - بوينس آيرس (سفارة)
- بربادوس
  - بريدج تاون (مفوضية عليا)
- بوليفيا
  - لاباز (مكتب برامج السفارة)
- البرازيل
  - برازيليا (سفارة)
  - ريو دي جانيرو (Consulate General)
  - ساو باولو (Consulate General)
  - بيلو هوريزونتي (Trade Office)
  - بورتو أليغري (Trade Office)
  - ريسيفي (Trade Office)
- تشيلي
  - سانتياغو (سفارة)
- كولومبيا
  - بوغوتا (سفارة)
- كوستاريكا
  - سان خوسيه (سفارة)
- كوبا
  - هافانا (سفارة)
- جمهورية الدومينيكان
  - سانتو دومينغو (سفارة)
  - بويرتو بلاتا (Consulate)
  - بونتا كانا (مكتب السفارة)
- الإكوادور
  - كيتو (سفارة)
- السلفادور
  - سان سلفادور (Embassy)
- غواتيمالا
  - غواتيمالا (سفارة)
- غويانا
  - جورج تاون (High Commission)
- هايتي
  - بورت أو برانس (سفارة)
- هندوراس
  - تيغوسيغالبا (Office of the Embassy)
- جامايكا
  - كينغستون (High Commission)
- المكسيك
  - مدينة مكسيكو (سفارة)
  - مونتيري (Consulate General)
  - غوادالاخارا (Consulate)
  - تيخوانا (Consulate)
  - أكابولكو (Consular Agency)
  - كابو سان لوكاس (Consular Agency)
  - كانكون (Consular Agency)
  - مازاتلان (Consular Agency)
  - بلايا ديل كارمن (Consular Agency)
  - بويرتو فالارتا (Consular Agency)
- نيكاراغوا
  - ماناغوا (Office of the Embassy)
- قالب:بيانات بلد ينما
  - بنما (سفارة)
- بيرو
  - ليما (سفارة)
- ترينيداد وتوباغو
  - Port of Spain (High Commission)
- الولايات المتحدة
  - واشنطن العاصمة (سفارة)
  - أتلانتا (Consulate General)
  - بوسطن (Consulate General)
  - شيكاغو (Consulate General)
  - دالاس (Consulate General)
  - دنفر (Consulate General)
  - ديترويت (Consulate General)
  - لوس أنجلوس (Consulate General)
  - ميامي (Consulate General)
  - مينيابوليس (Consulate General)
  - نيويورك (Consulate General)
  - سان فرانسيسكو (Consulate General)
  - سياتل (Consulate General)
  - هيوستن (Trade Office)
  - بالو ألتو (Trade Office)
  - سان دييغو (Trade Office)
- أوروغواي
  - مونتيفيديو (Embassy)
- فنزويلا
  - كاراكاس (سفارة)[ب]

## آسيا
- أرمينيا
  - Yerevan (سفارة)[6]
- بنغلاديش
  - Dhaka (High Commission)
- بروناي
  - Bandar Seri Begawan (High Commission)
- كمبوديا
  - Phenom Penh (Office of the Embassy)
- الصين
  - Beijing (Embassy)
  - Chongqing (Consulate General)
  - Guangzhou (Consulate General)
  - Hong Kong (Consulate General)
  - Shanghai (Consulate General)
- الهند
  - New Delhi (High Commission)
  - Bengaluru (Consulate General)
  - Chandigarh (Consulate General)
  - Mumbai (Consulate General)
- إندونيسيا
  - Jakarta (Embassy)
- العراق
  - Baghdad (Embassy)
- إسرائيل
  - Tel Aviv (Embassy)
- اليابان
  - Tokyo (Embassy)
  - Nagoya (Consulate)
  - Kitakyushu (Trade Office)
  - Osaka (Trade Office)
  - Sapporo (Trade Office)
- الأردن
  - Amman (Embassy)
- كازاخستان
  - Astana (Embassy)
- الكويت
  - Kuwait City (Embassy)
- لاوس
  - Vientiane (Office of the Embassy)
- لبنان
  - Beirut (Embassy)
- ماليزيا
  - Kuala Lumpur (High Commission)
- منغوليا
  - Ulaanbaatar (Embassy)
- ميانمار
  - Yangon (Embassy)
- كوريا الشمالية
  - Pyongyang (Interests section)[7]
- باكستان
  - Islamabad (High Commission)
- فلسطين
  - Ramallah (Representative Office)
- الفلبين
  - Manila (Embassy)
- قطر
  - Doha (Embassy)
- السعودية
  - Riyadh (Embassy)
- سنغافورة
  - Singapore (High Commission)
- كوريا الجنوبية
  - Seoul (Embassy)
- سريلانكا
  - Colombo (High Commission)
- تايوان
  - Taipei (Trade Office)
- تايلاند
  - Bangkok (Embassy)
- تركيا
  - Ankara (Embassy)
  - Istanbul (Consulate General)
- الإمارات العربية المتحدة
  - Abu Dhabi (Embassy)
  - Dubai (Consulate General)
- فيتنام
  - Hanoi (Embassy)
  - Ho Chi Minh City (Consulate General)

## أوروبا
- النمسا
  - فيينا (سفارة)
- بلجيكا
  - بروكسل (سفارة)
- كرواتيا
  - زغرب (سفارة)
- Czechia
  - Prague (سفارة)
- الدنمارك
  - Copenhagen (سفارة)
- إستونيا
  - Tallinn (Embassy)
- فنلندا
  - Helsinki (Embassy)
- فرنسا
  - Paris (Embassy)
- ألمانيا
  - Berlin (Embassy)
  - Düsseldorf (Consulate)
  - Munich (Consulate)
- اليونان
  - Athens (Embassy)
- Holy See
  - Rome (Embassy)[note 1]
- المجر
  - Budapest (Embassy)
- آيسلندا
  - Reykjavík (Embassy)
- أيرلندا
  - Dublin (Embassy)
- إيطاليا
  - Rome (Embassy)
- لاتفيا
  - Riga (Embassy)
- ليتوانيا
  - Vilnius (Embassy)
- هولندا
  - The Hague (Embassy)
- النرويج
  - Oslo (Embassy)
- بولندا
  - Warsaw (Embassy)
- البرتغال
  - Lisbon (Embassy)
- رومانيا
  - Bucharest (Embassy)
- روسيا
  - Moscow (Embassy)
  - Vladivostok (Consulate)
- صربيا
  - Belgrade (Embassy)
- سلوفاكيا
  - Bratislava (Embassy)
- إسبانيا
  - Madrid (Embassy)
  - Barcelona (Consulate)
- السويد
  - Stockholm (Embassy)
- سويسرا
  - Bern (Embassy)
- أوكرانيا
  - Kyiv (Embassy)
- المملكة المتحدة
  - London (High Commission)

## أوقيانوسيا
- أستراليا
  - Canberra (High Commission)
  - Sydney (Consulate General)
- نيوزيلندا
  - Wellington (High Commission)
  - Auckland (Consulate)

## المنظمات المتعددة الأطراف
- الاتحاد الأفريقي
  - Addis Ababa (Permanent Observer)
- آسيان
  - Jakarta (Permanent Mission)[8]
- الاتحاد الأوروبي
  - Brussels (Permanent Mission)
- Food and Agriculture Organization
  - Rome (Permanent Mission)
- International Civil Aviation Organization
  - Montreal (Permanent Mission)
- International Organizations and Agencies in Vienna
  - Vienna (Permanent Missions)
- ناتو
  - Brussels (Canadian Joint Delegation to the North Atlantic Council)
- منظمة الدول الأمريكية
  - Washington, D.C. (Permanent Mission)[9]
- Organization for Security and Co-operation in Europe
  - Vienna (Canadian Delegation)
- Organization for Economic Co-operation and Development
  - Paris (Permanent Delegation)
- الأمم المتحدة
  - Geneva (Permanent Mission to the United Nations and other international organizations)
  - New York City (Permanent Mission)
- يونسكو
  - Paris (Permanent Mission)

## معرض الصور

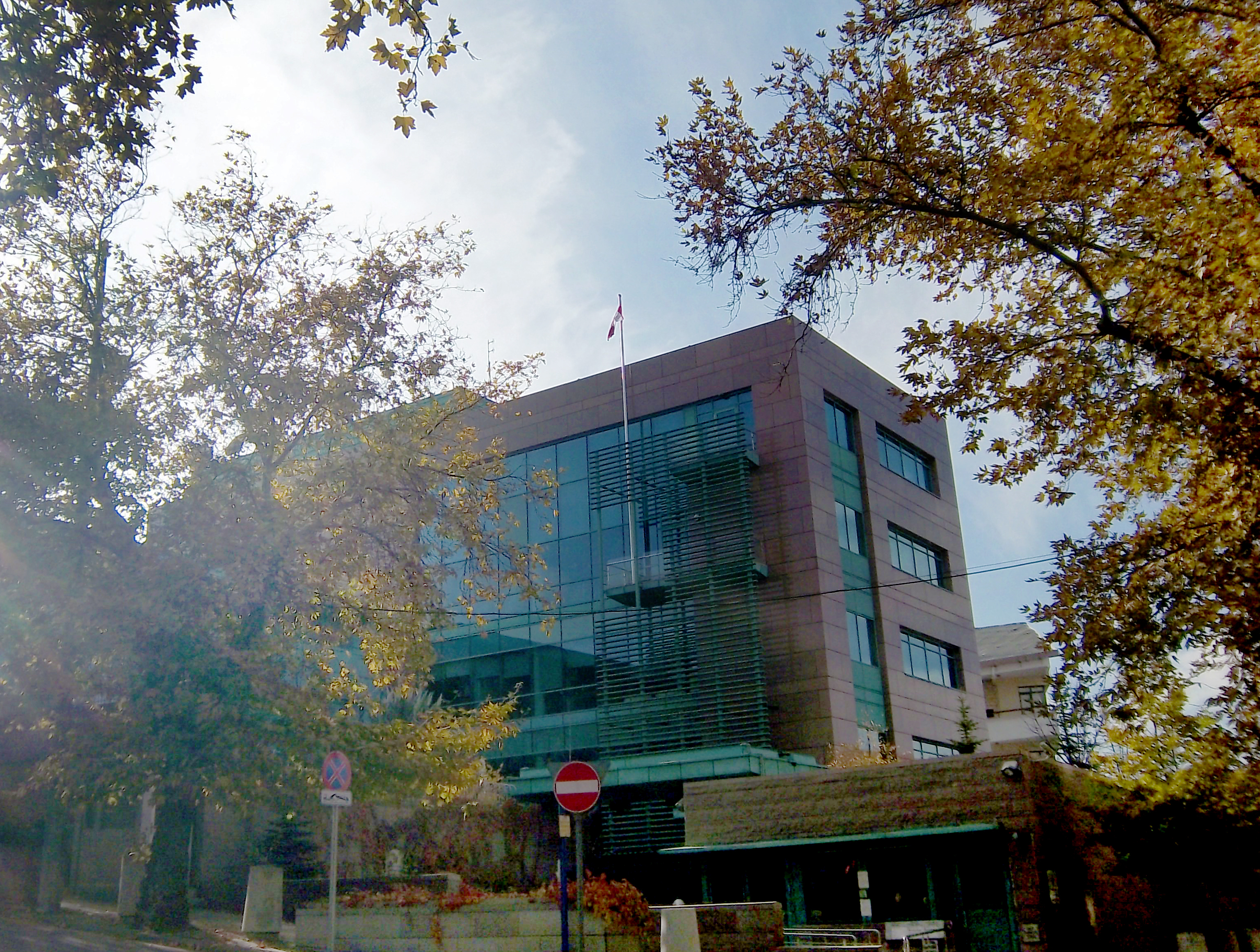
سفارة في أنقرة
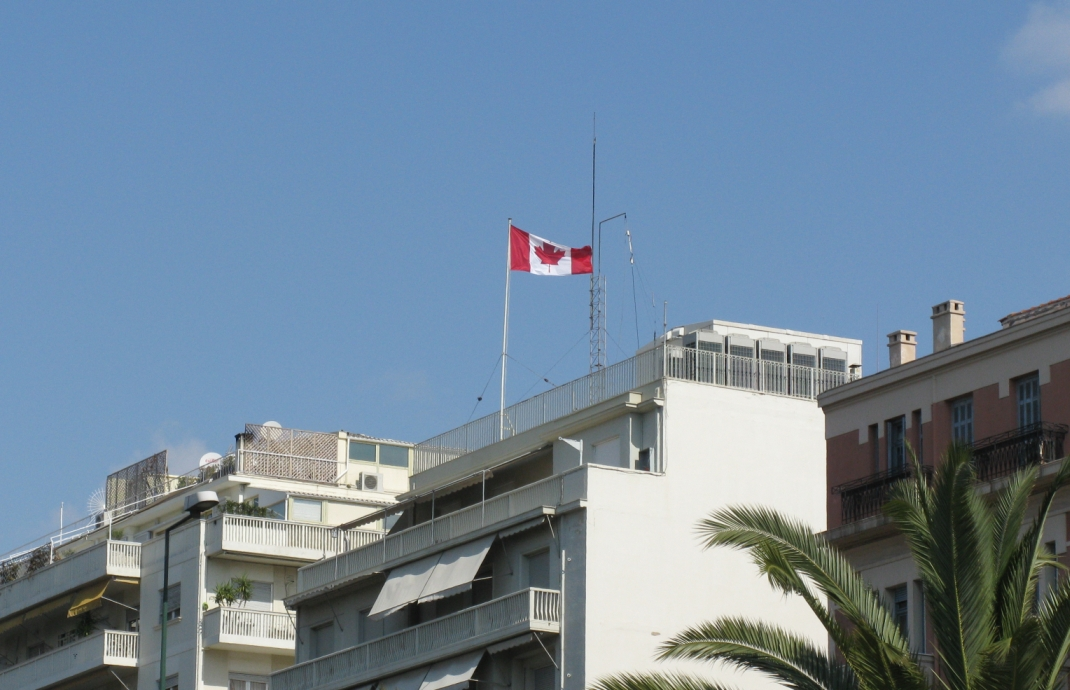
سفارة في أثينا
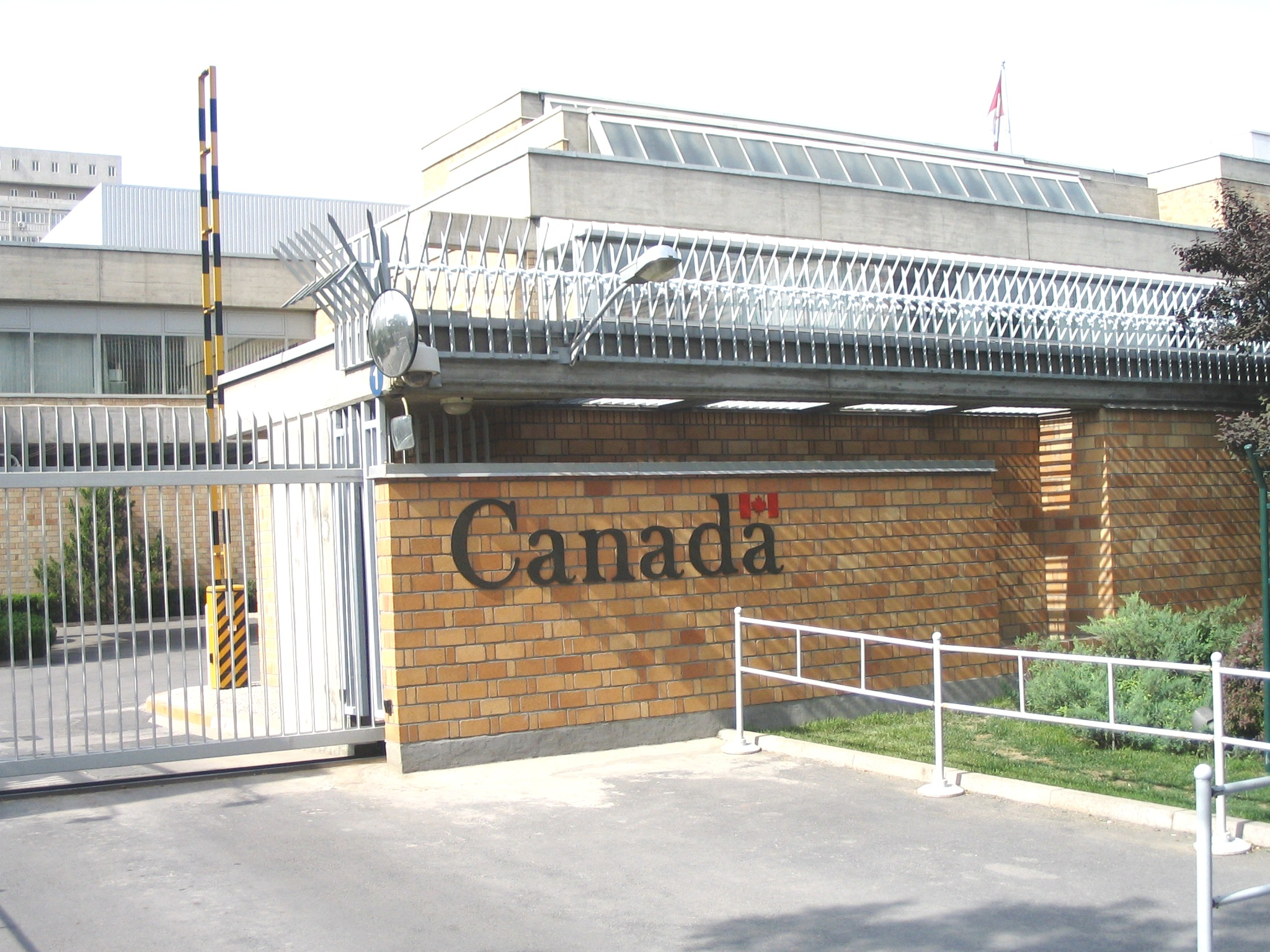
سفارة في بكين
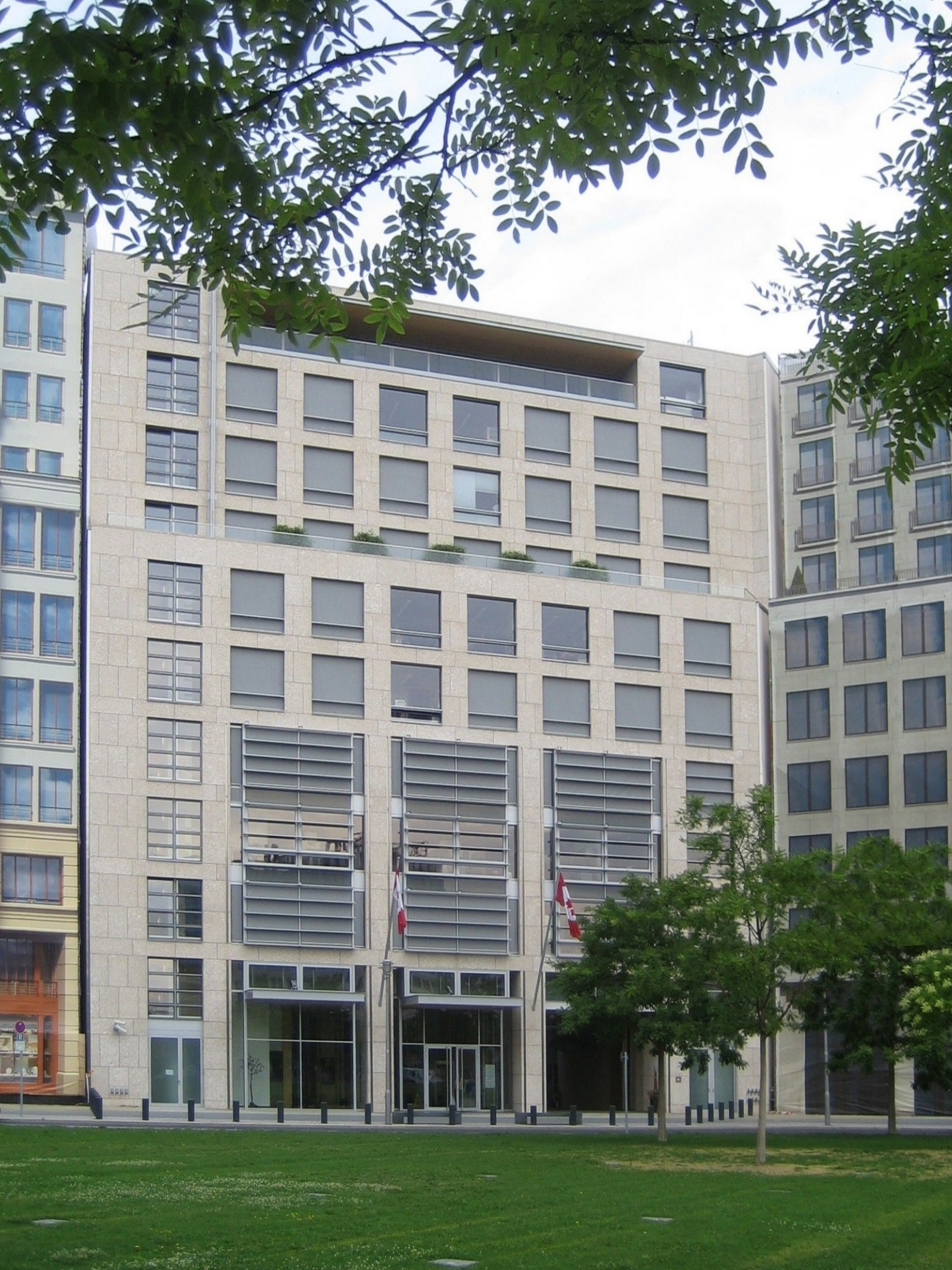
سفارة في برلين
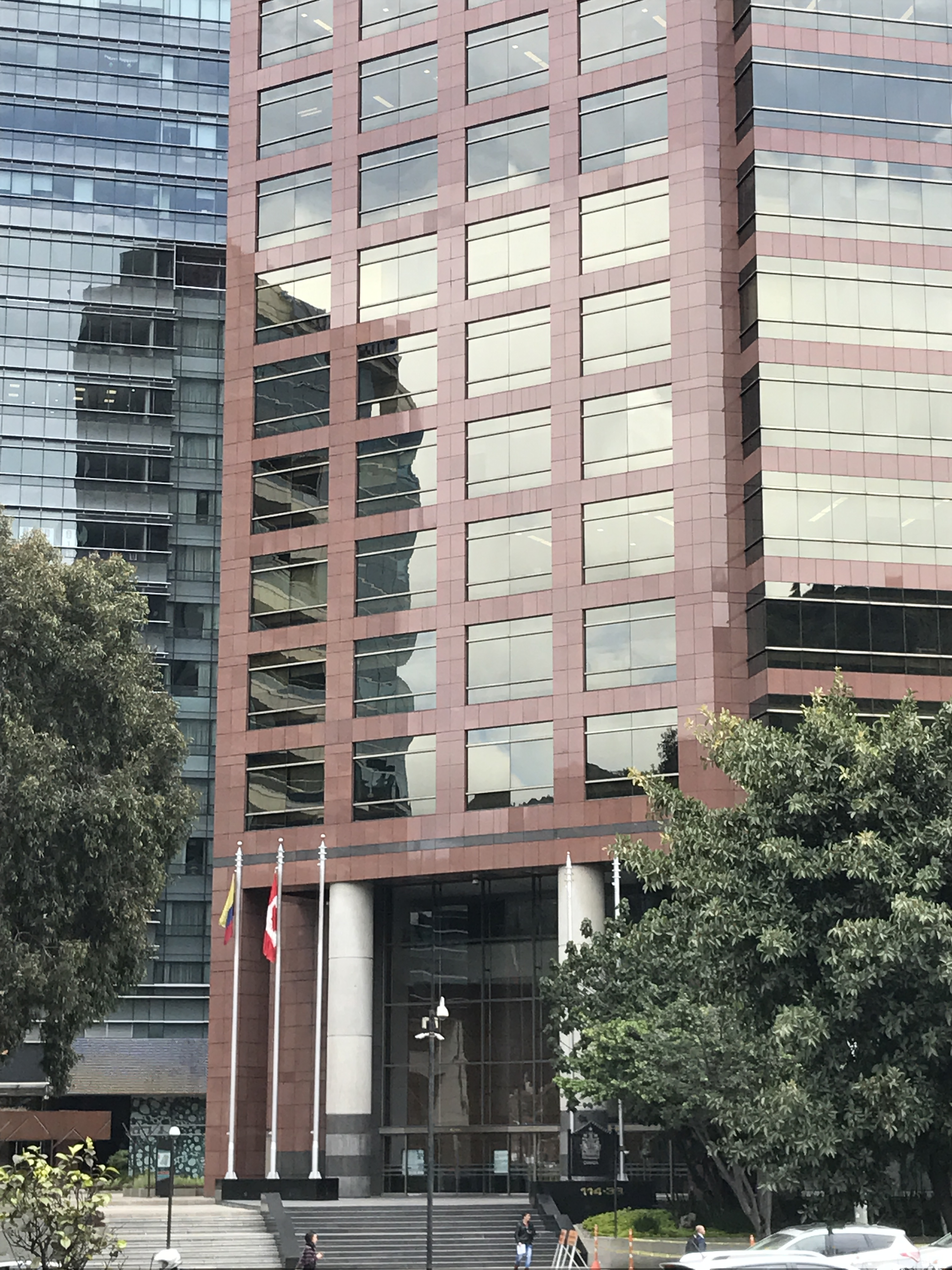
سفارة في بوجوتا
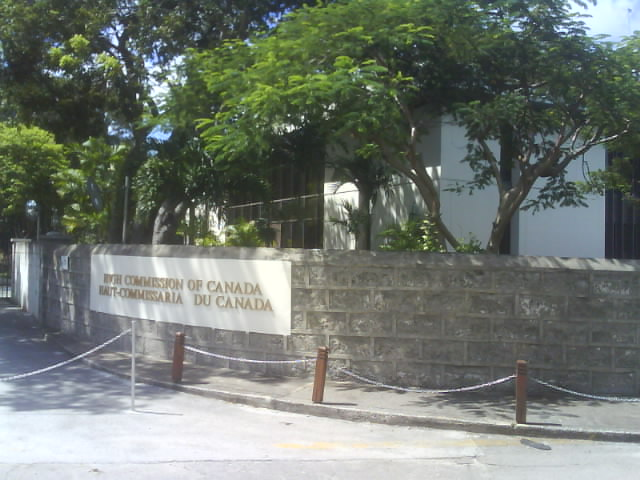
المفوضية العليا في بريدجتاون
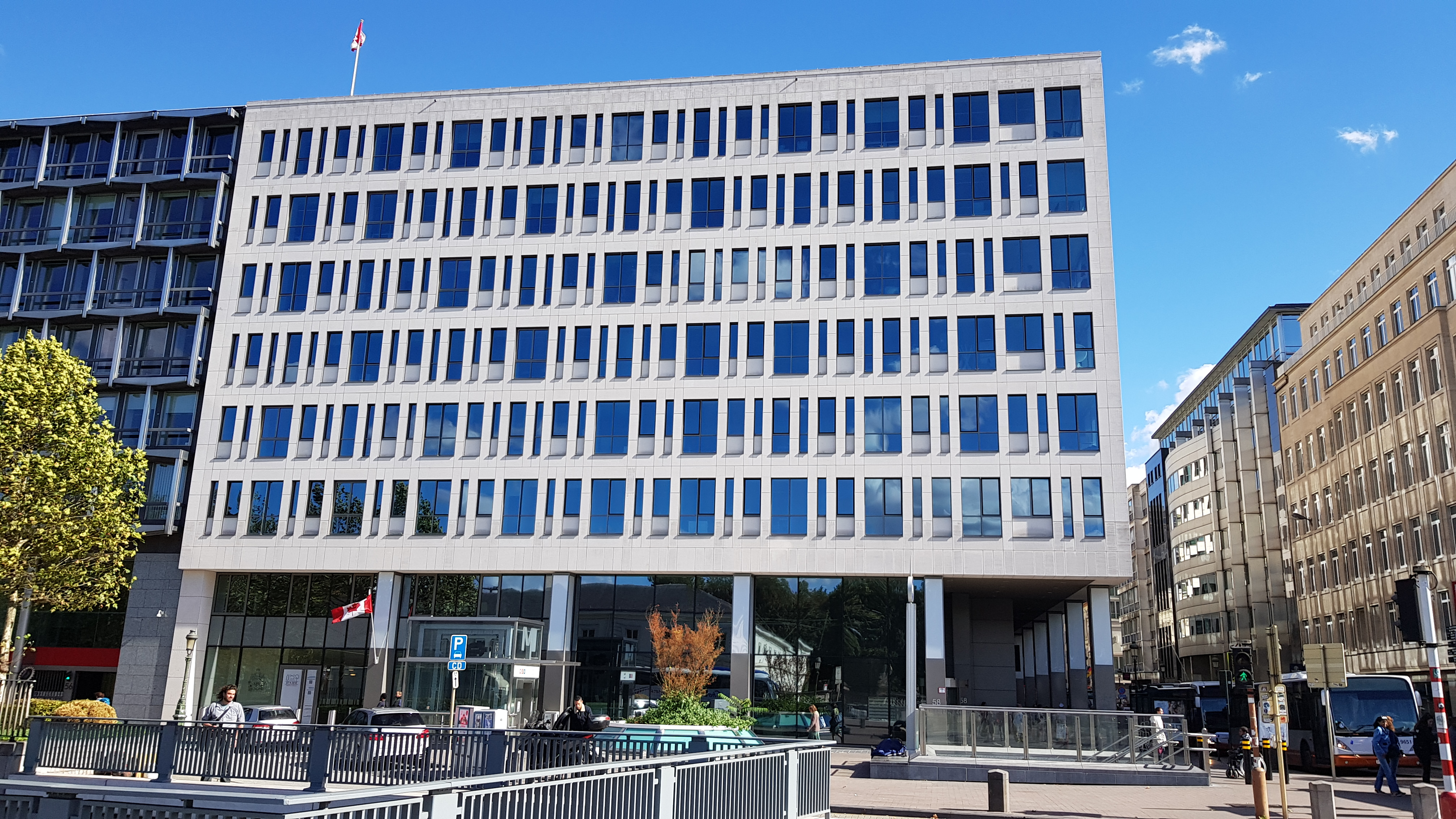
سفارة في بروكسل
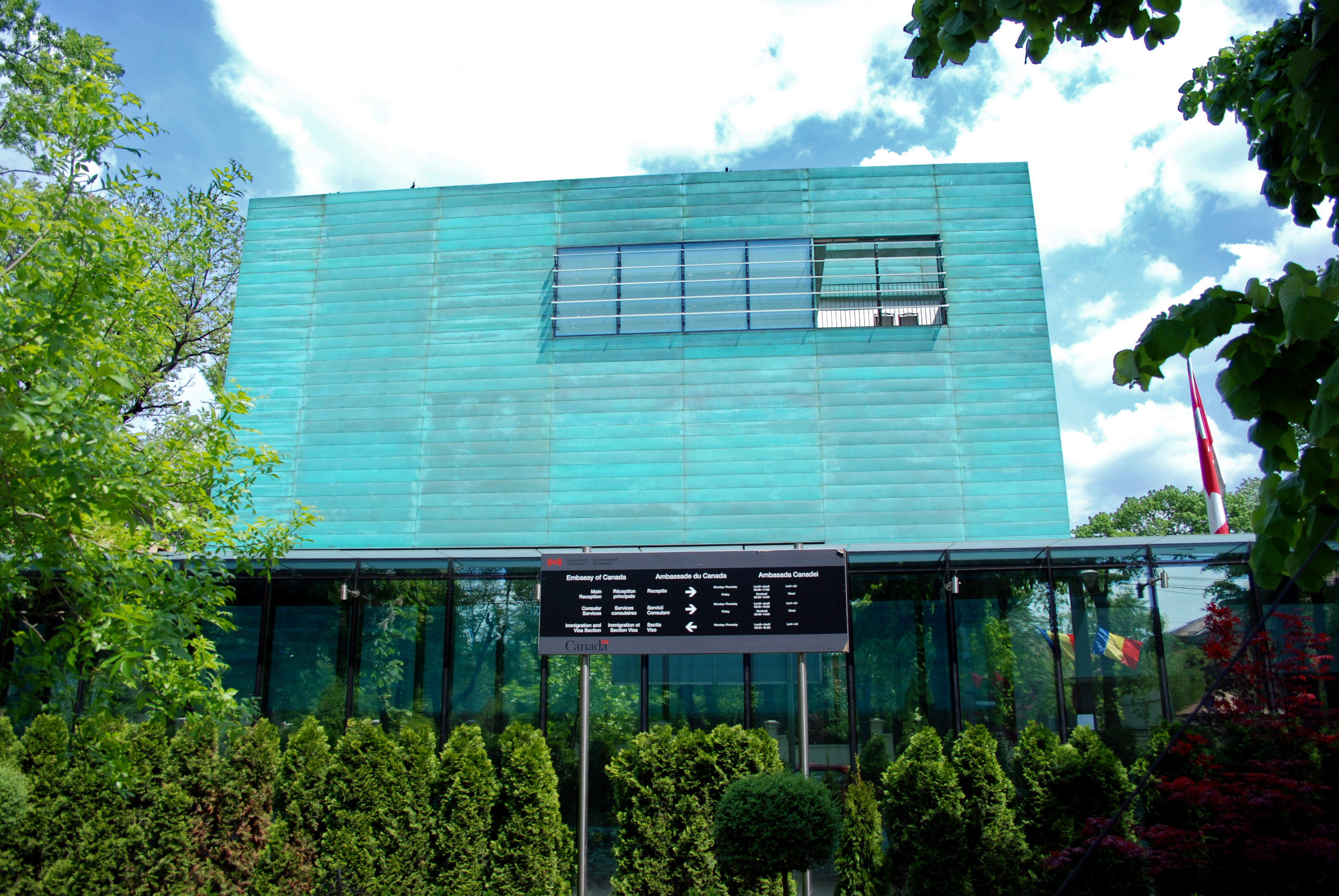
سفارة في بوخارست
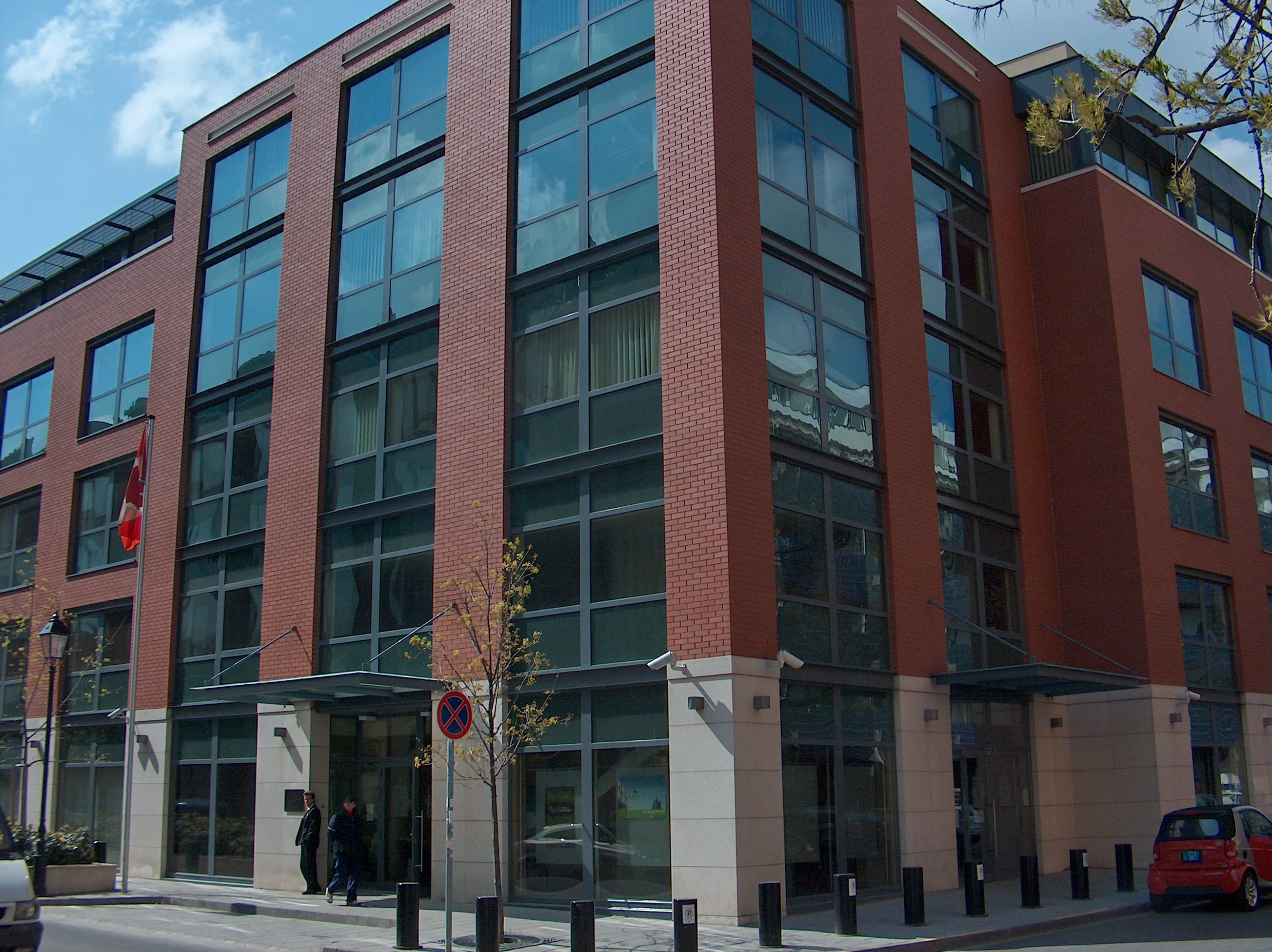
سفارة في بودابست
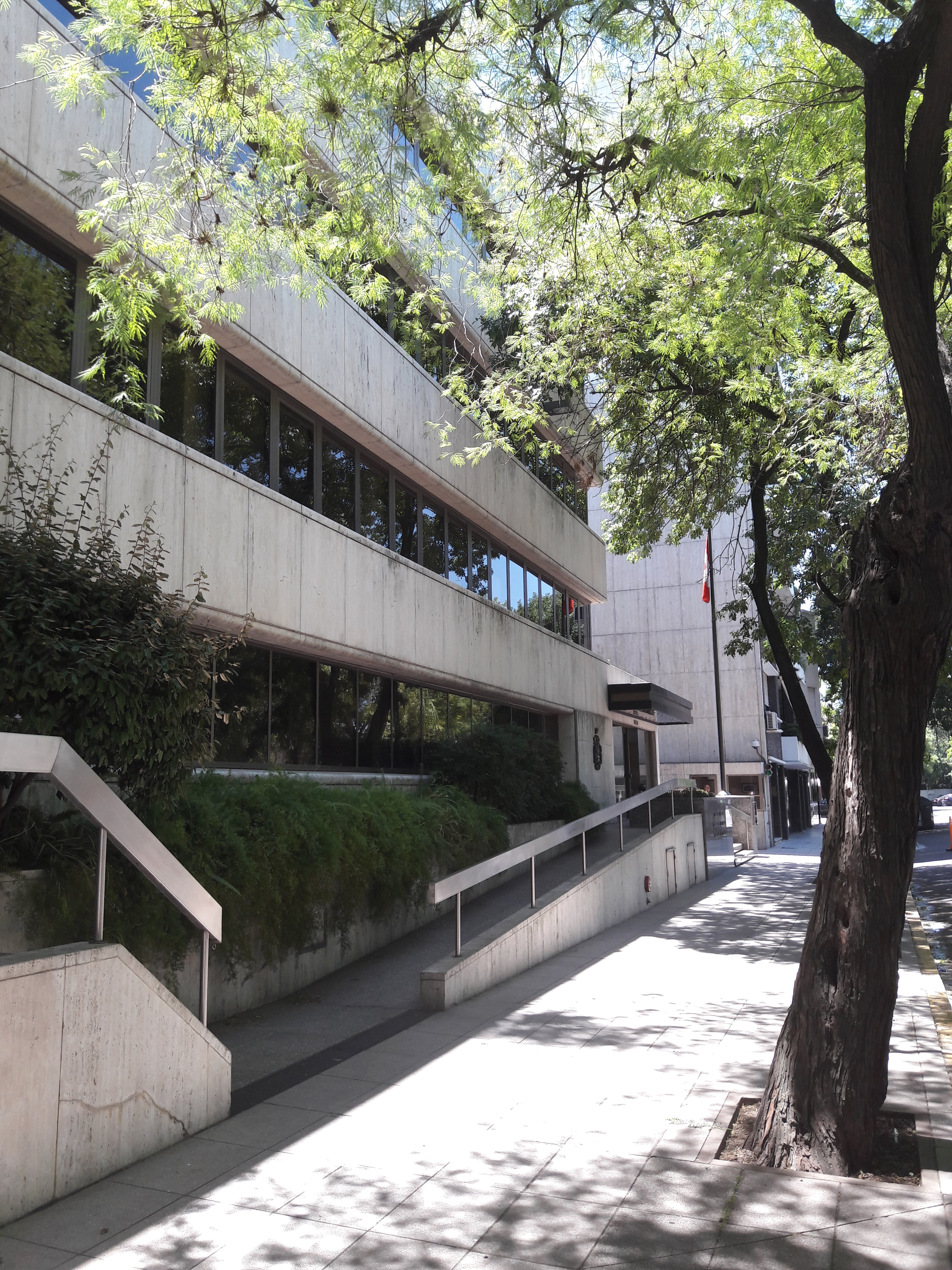
سفارة في بوينز آيرس
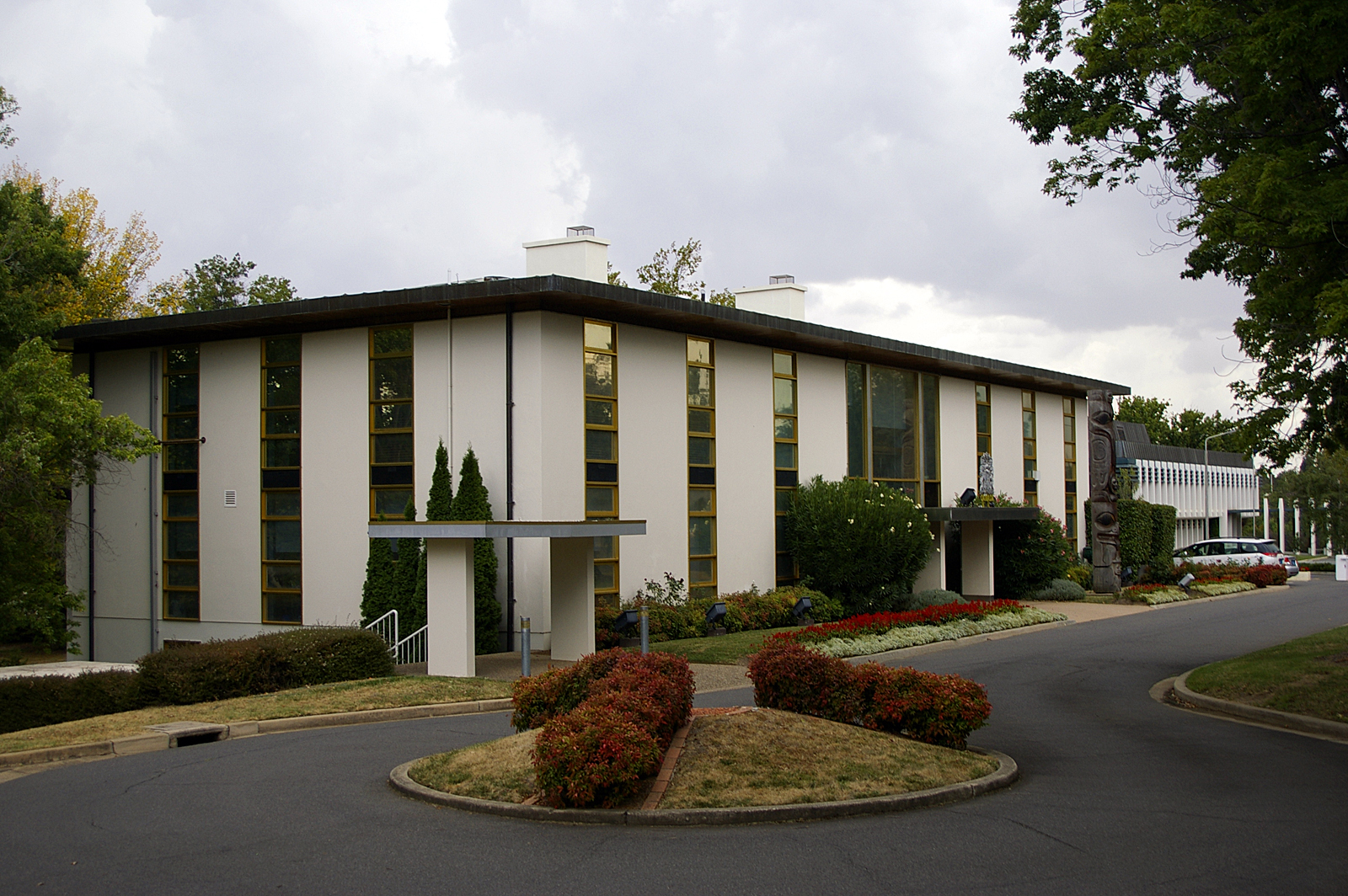
المفوضية العليا في كانبيرا
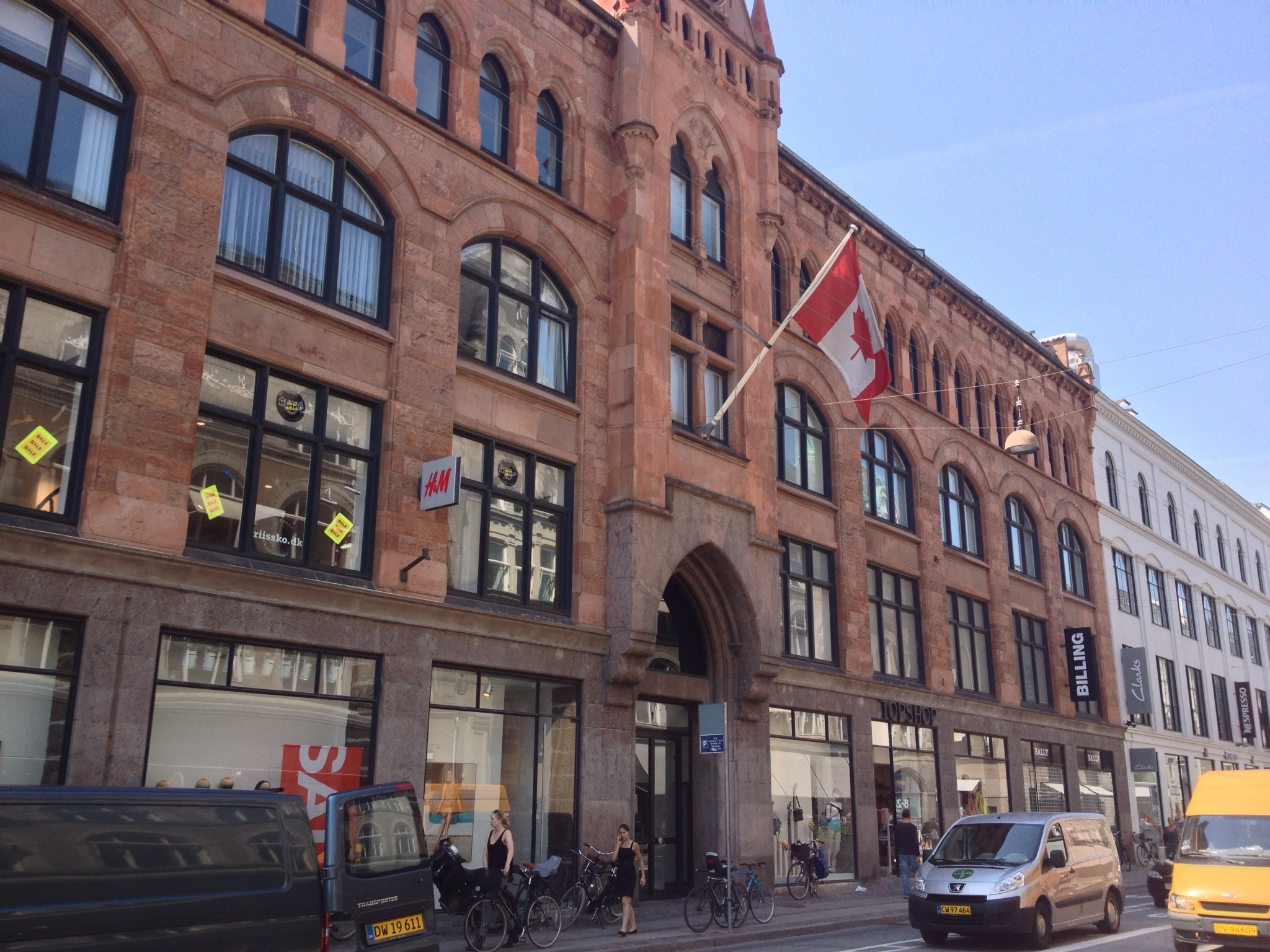
سفارة في كوبنهاغن
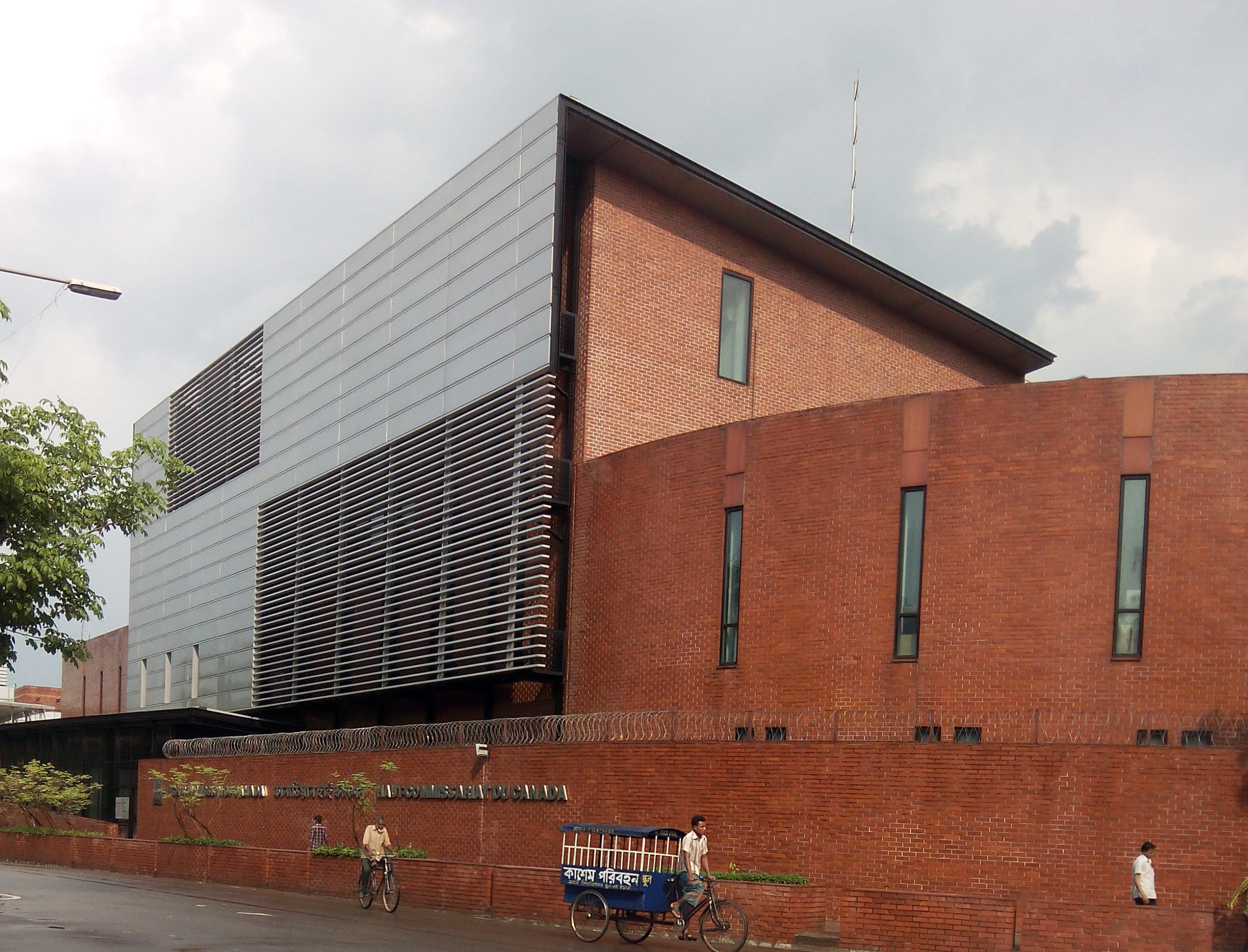
المفوضية العليا في دكا
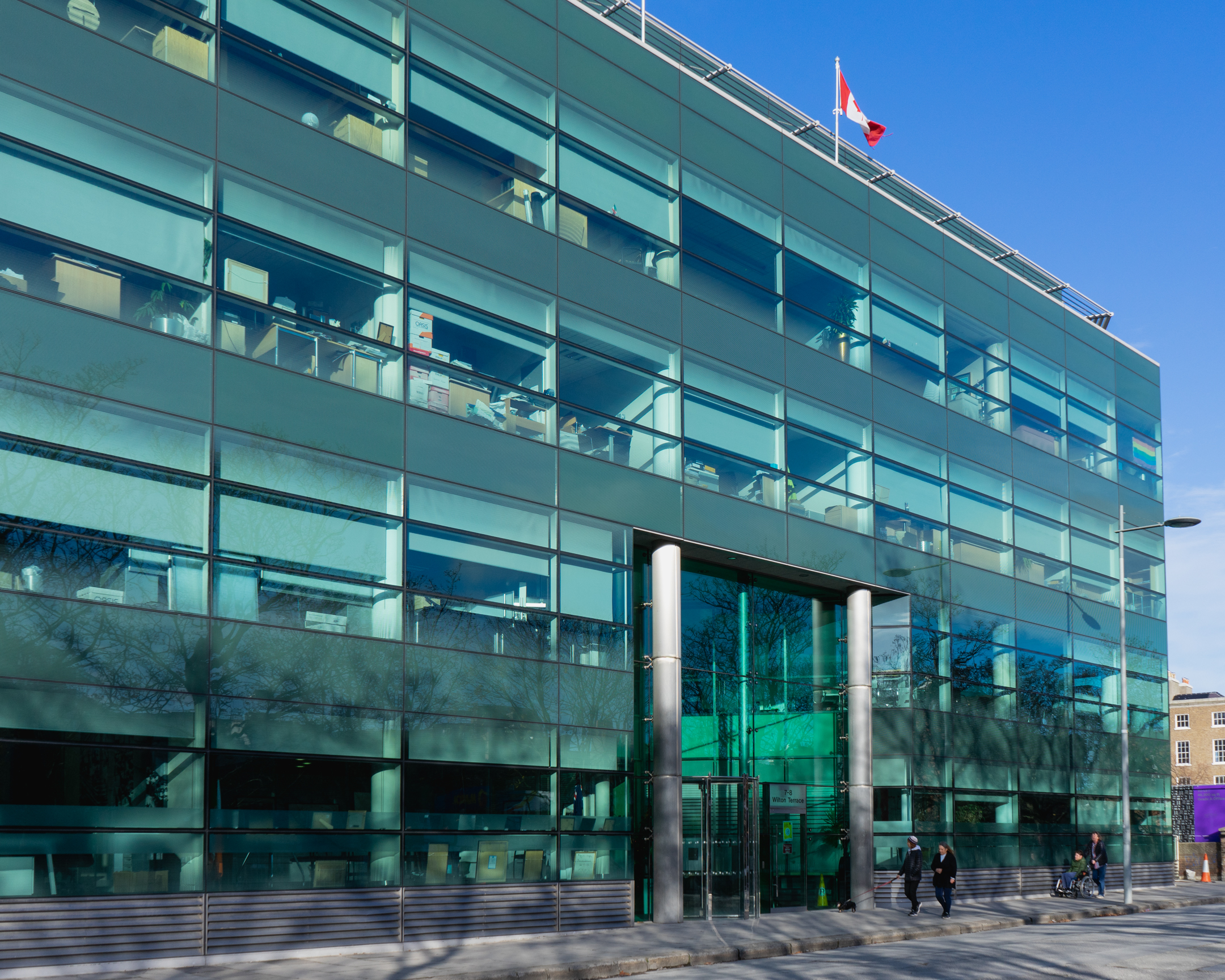
سفارة في دبلن
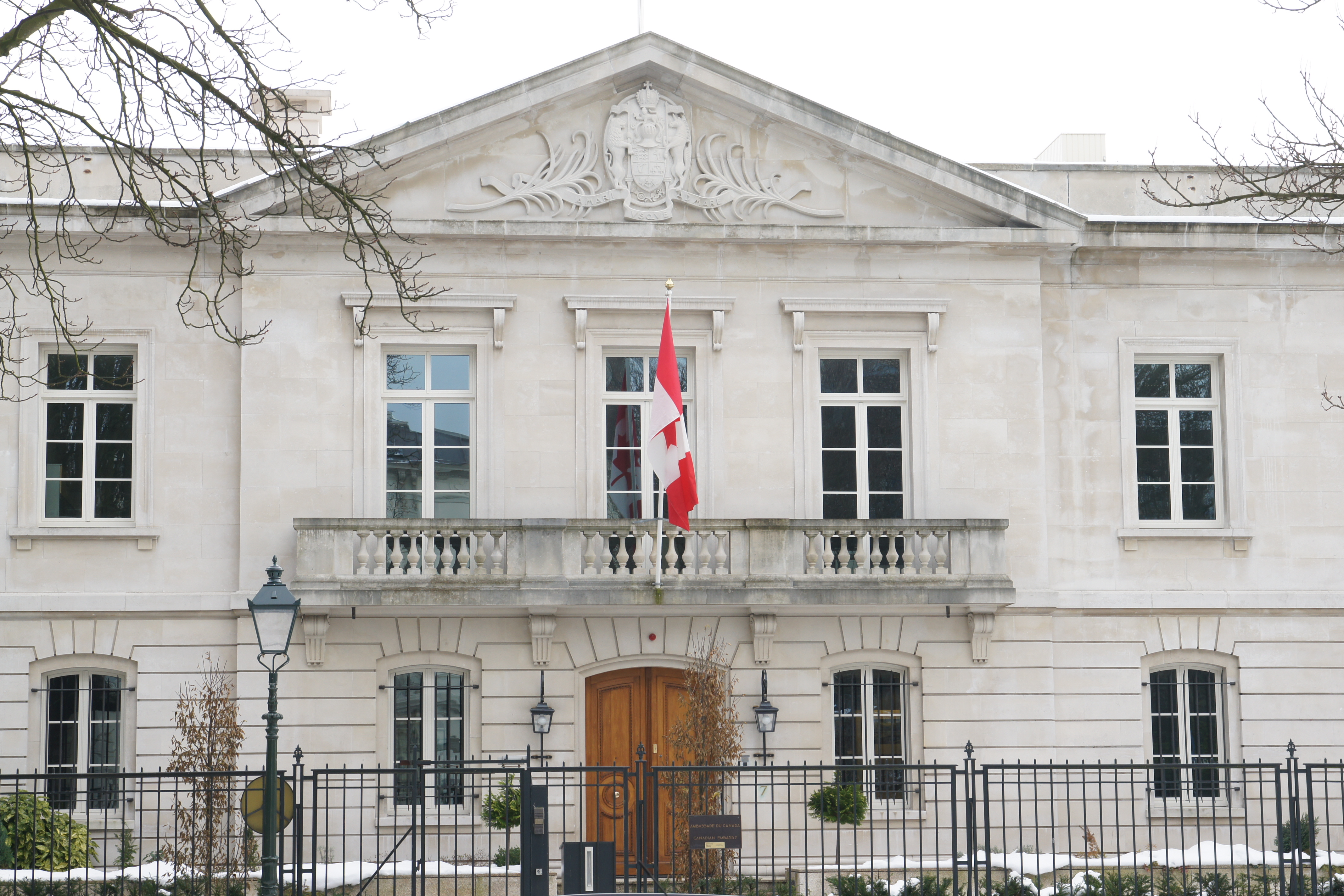
سفارة في لاهاي
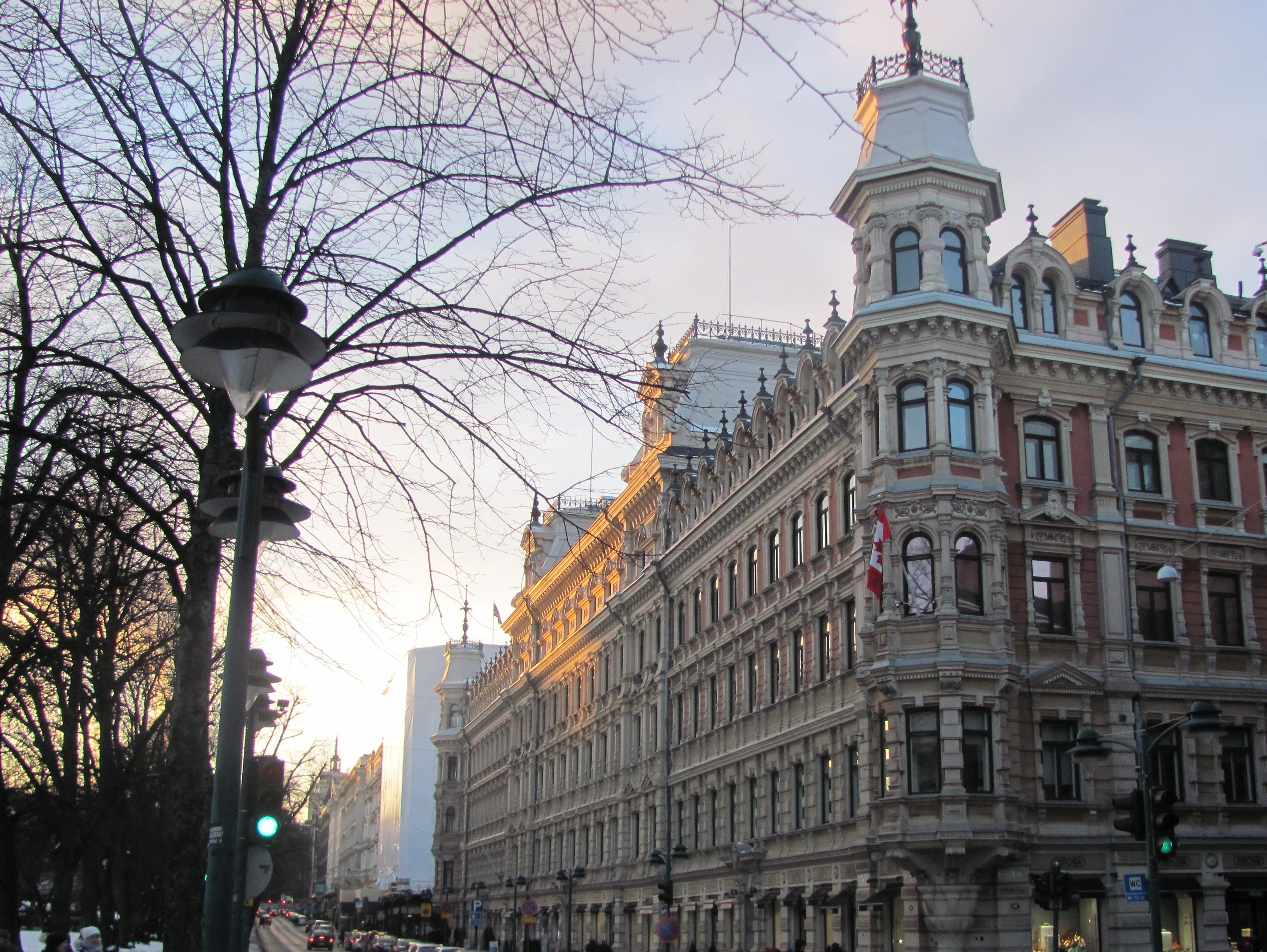
سفارة في هلسنكي
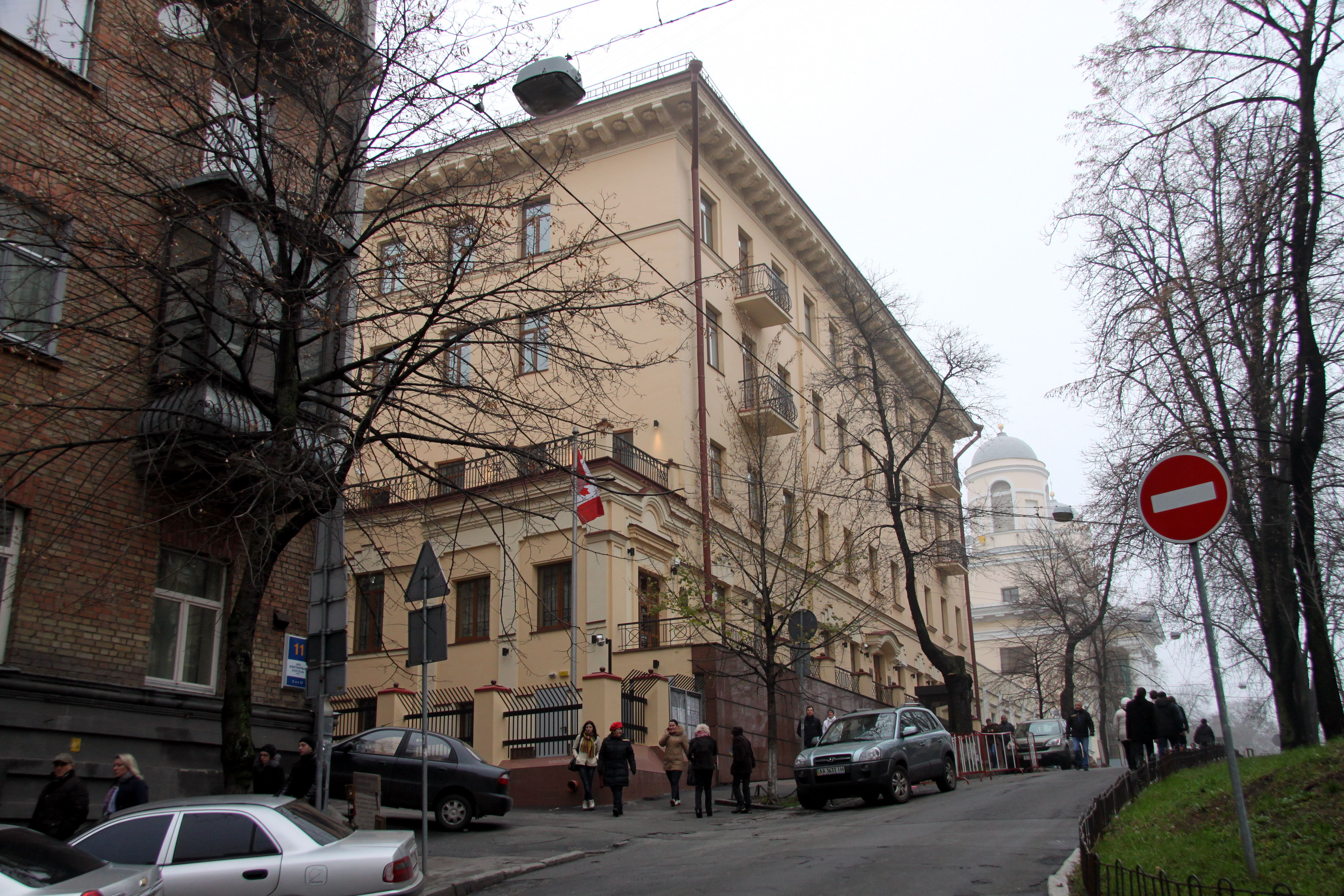
سفارة في كييف
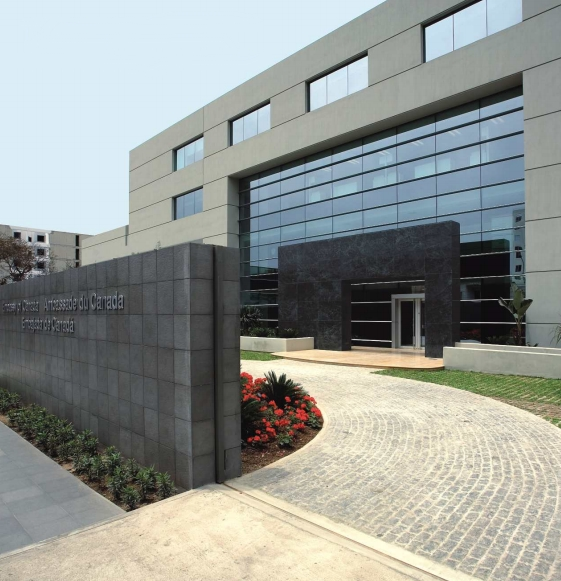
سفارة في ليما
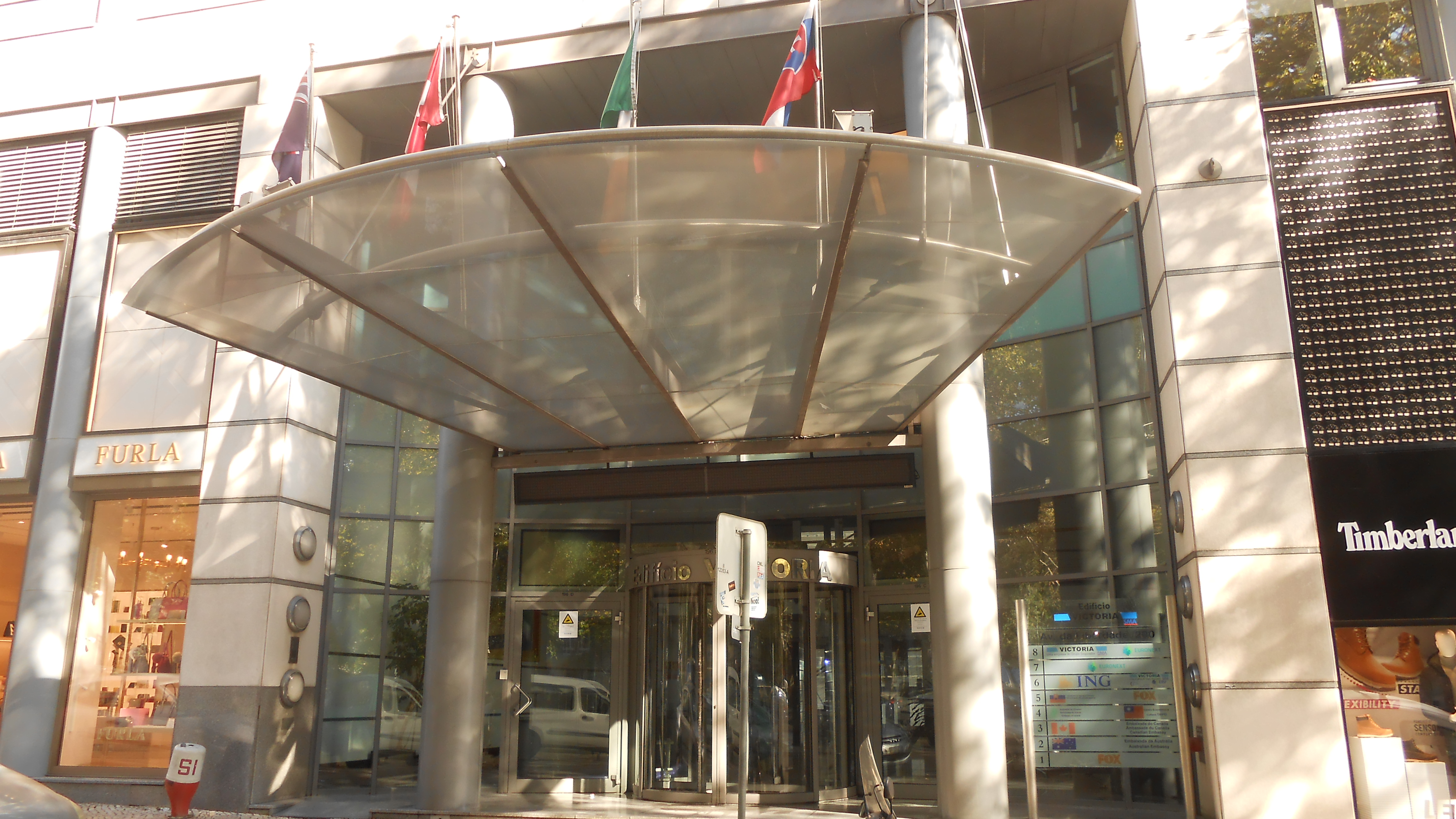
المبنى الذي يستضيف السفارة في لشبونة
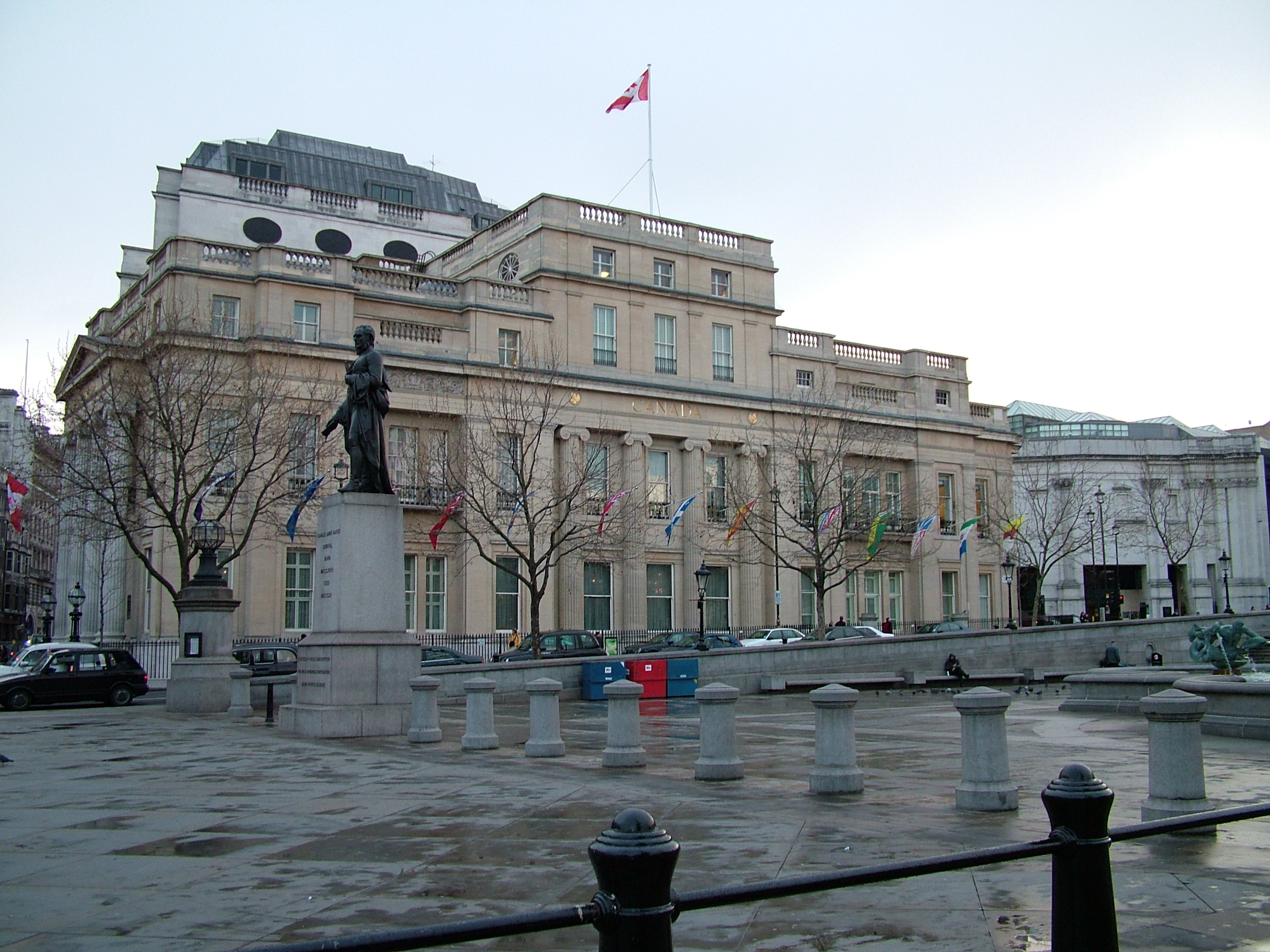
البعثة العليا في لندن
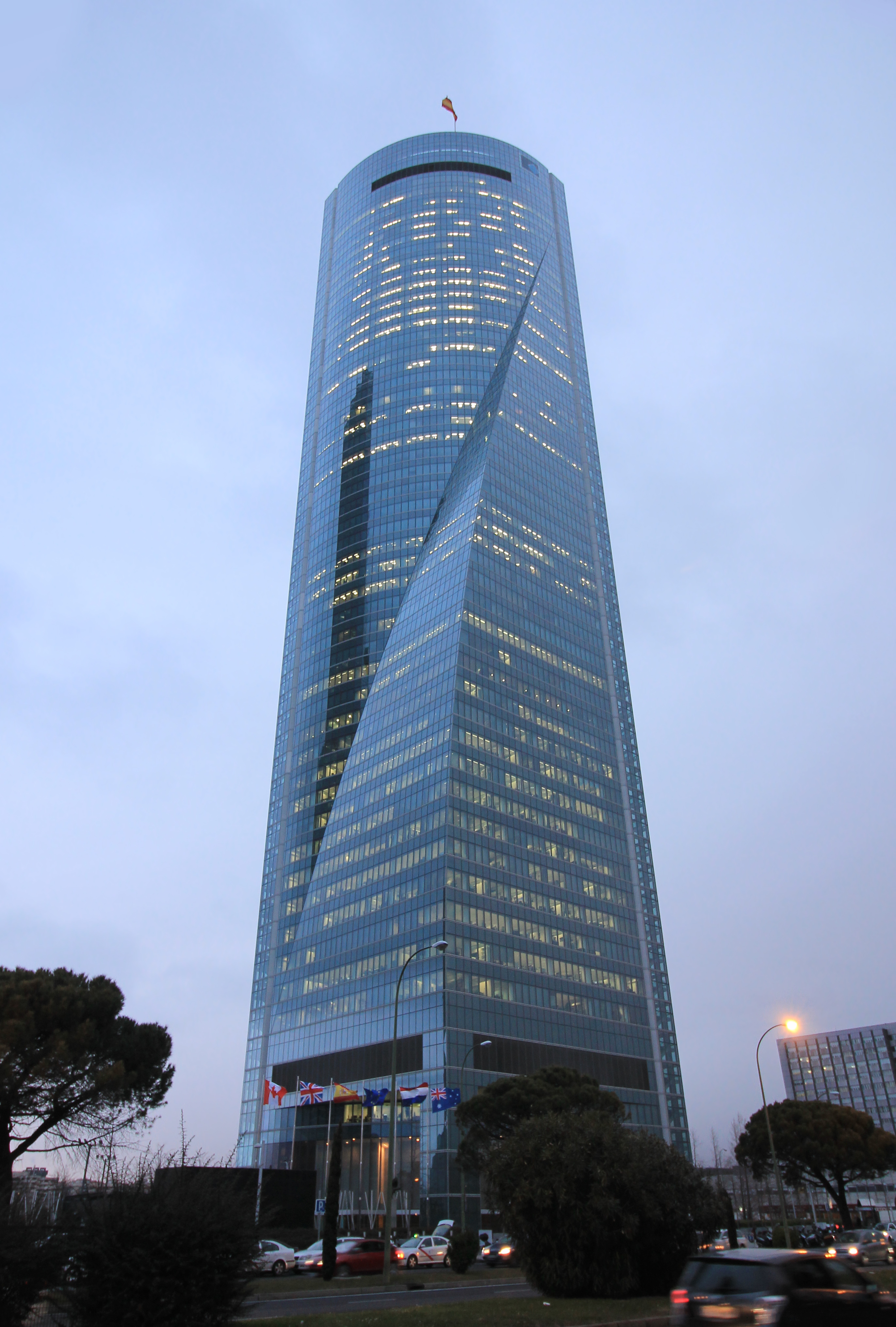
المبنى الذي يستضيف السفارة في مدريد
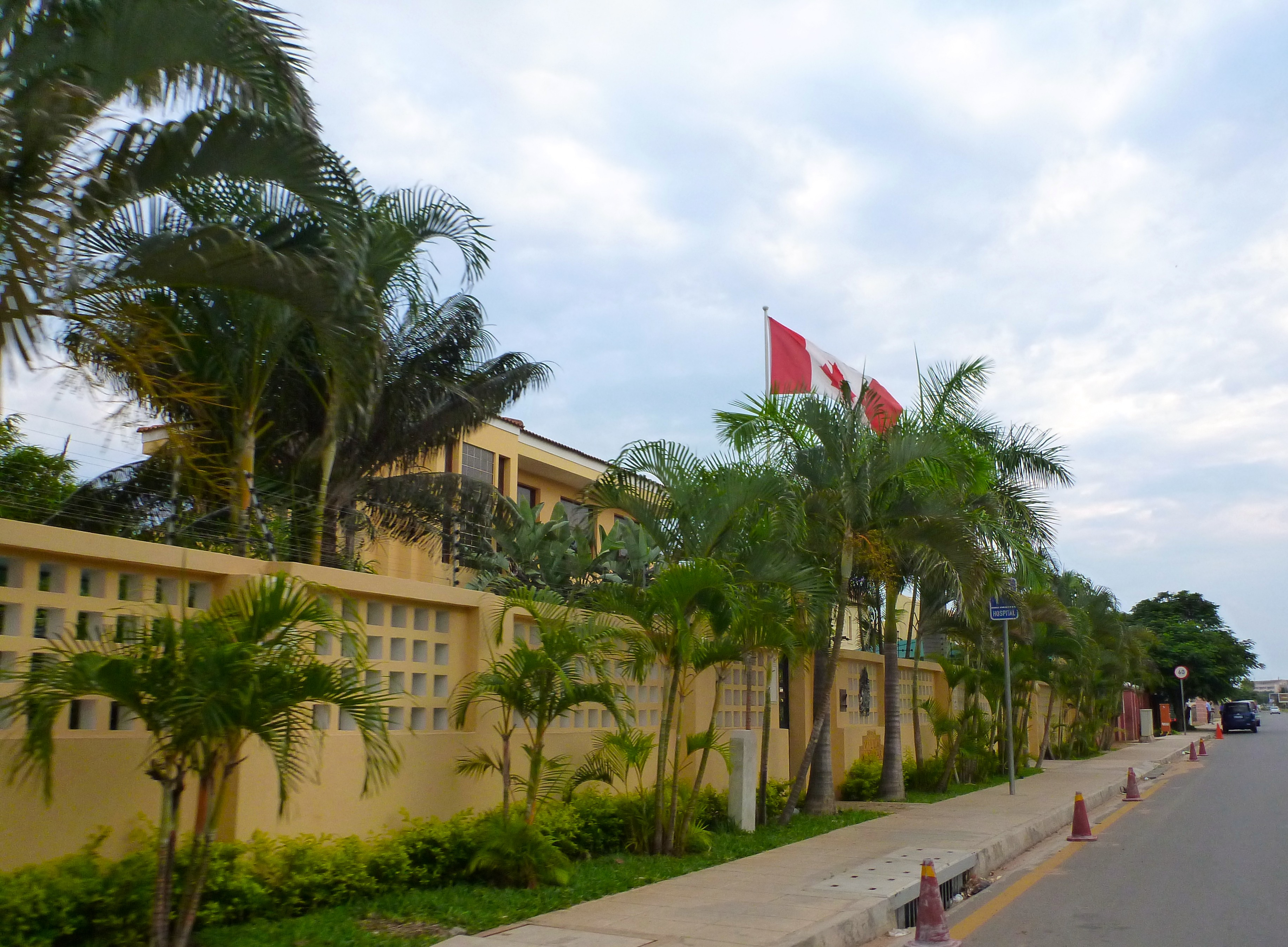
البعثة العليا في مابوتو
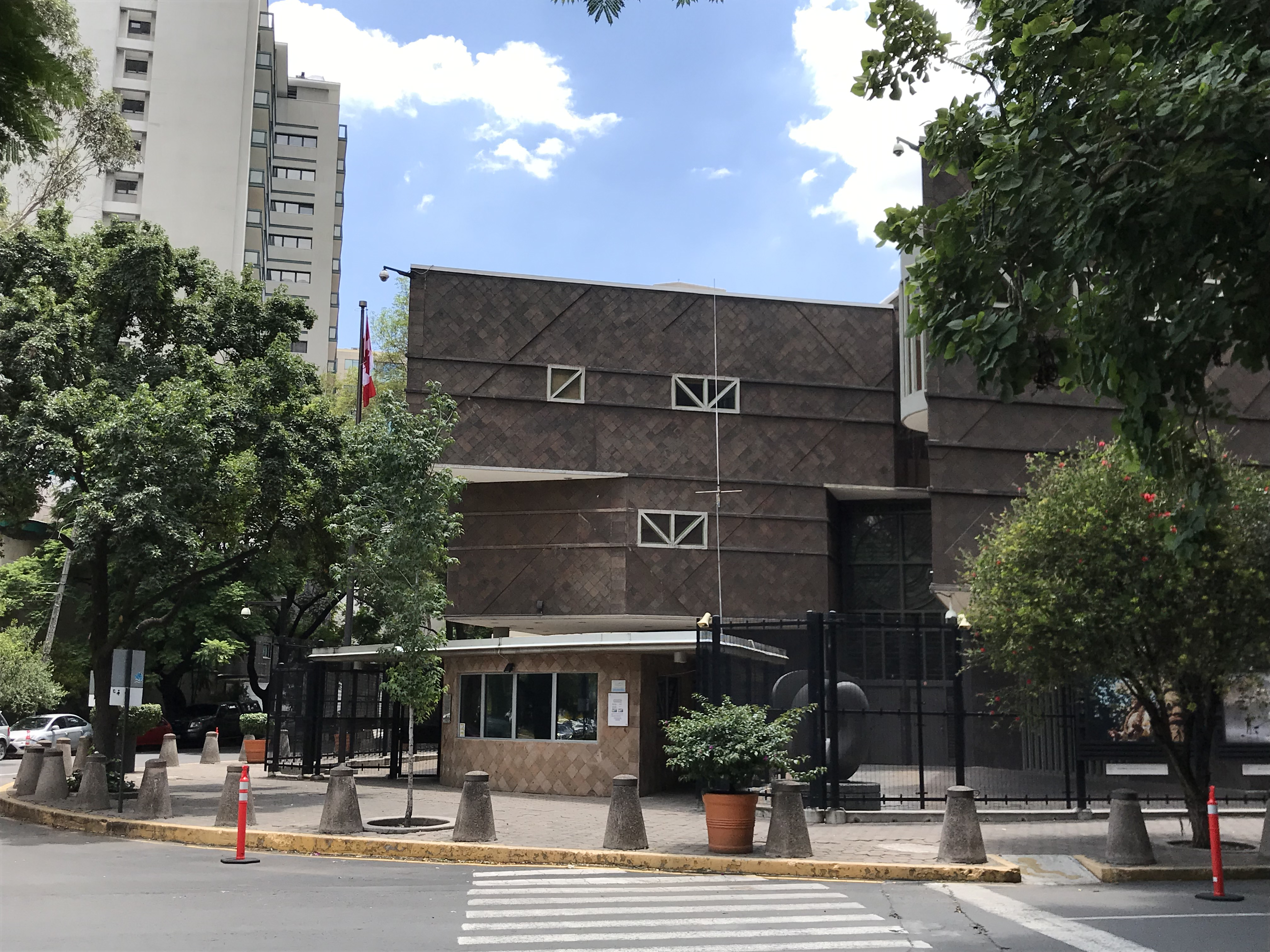
سفارة في مكسيكو سيتي
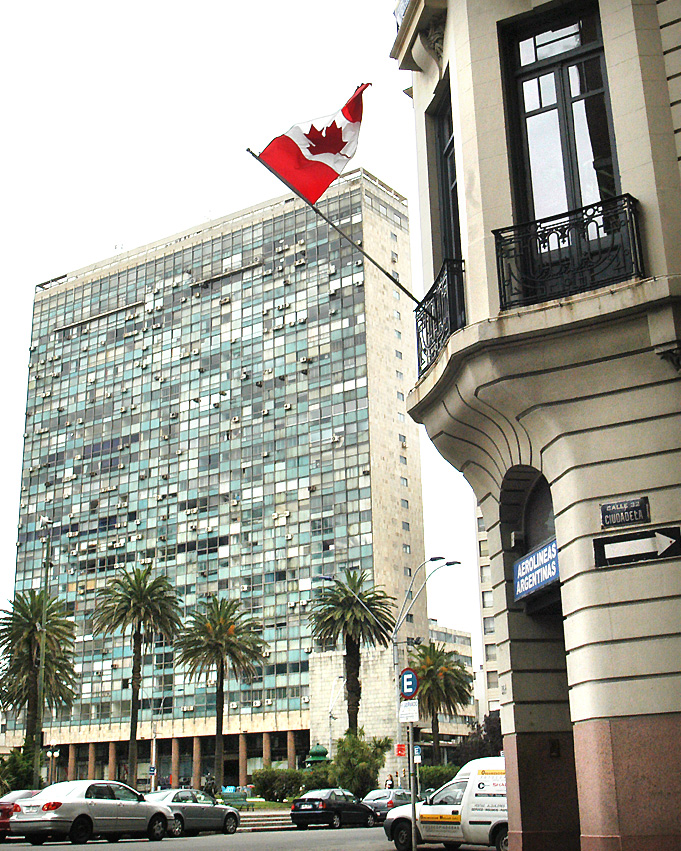
سفارة في مونتيفيديو
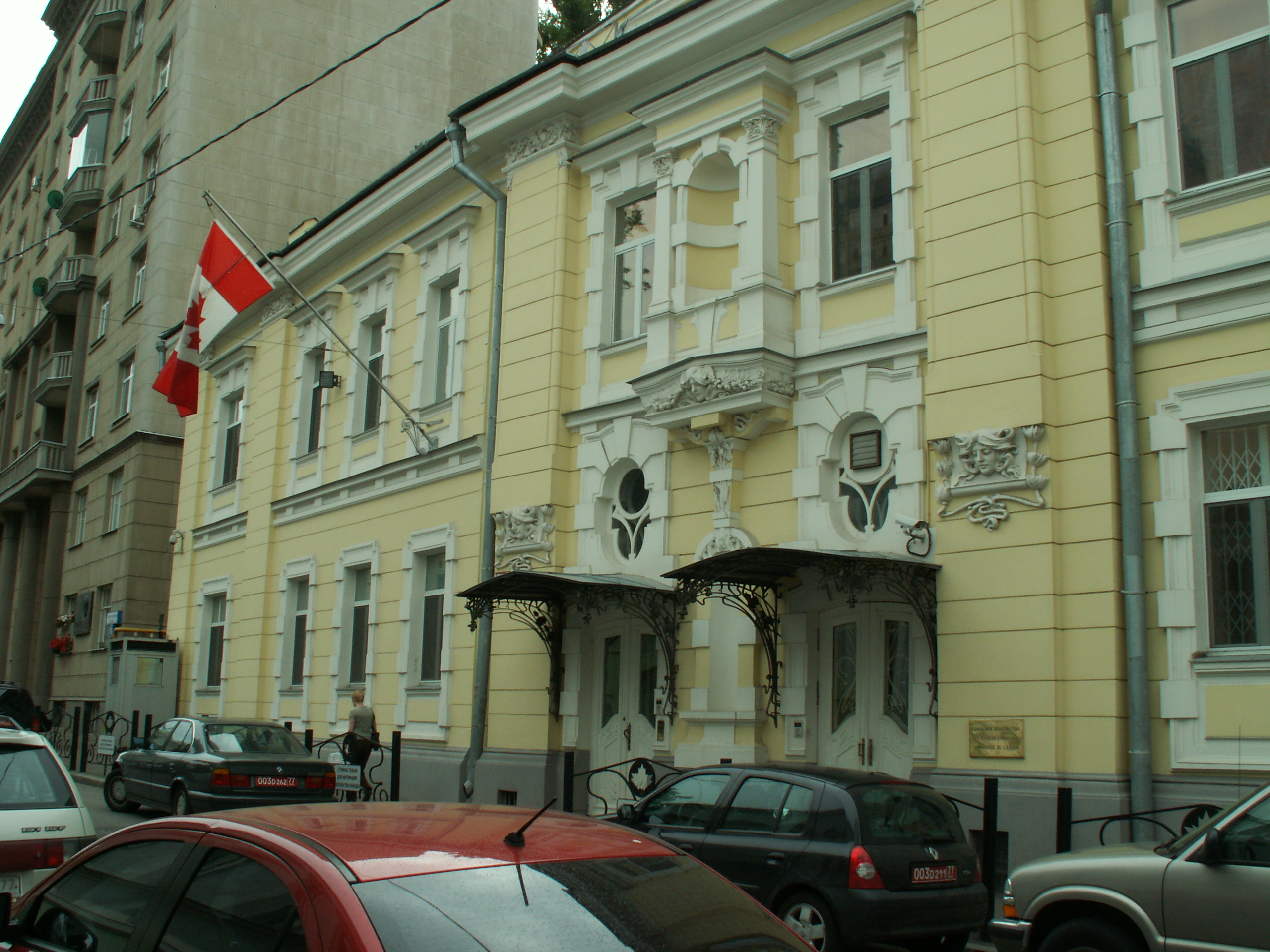
سفارة في موسكو
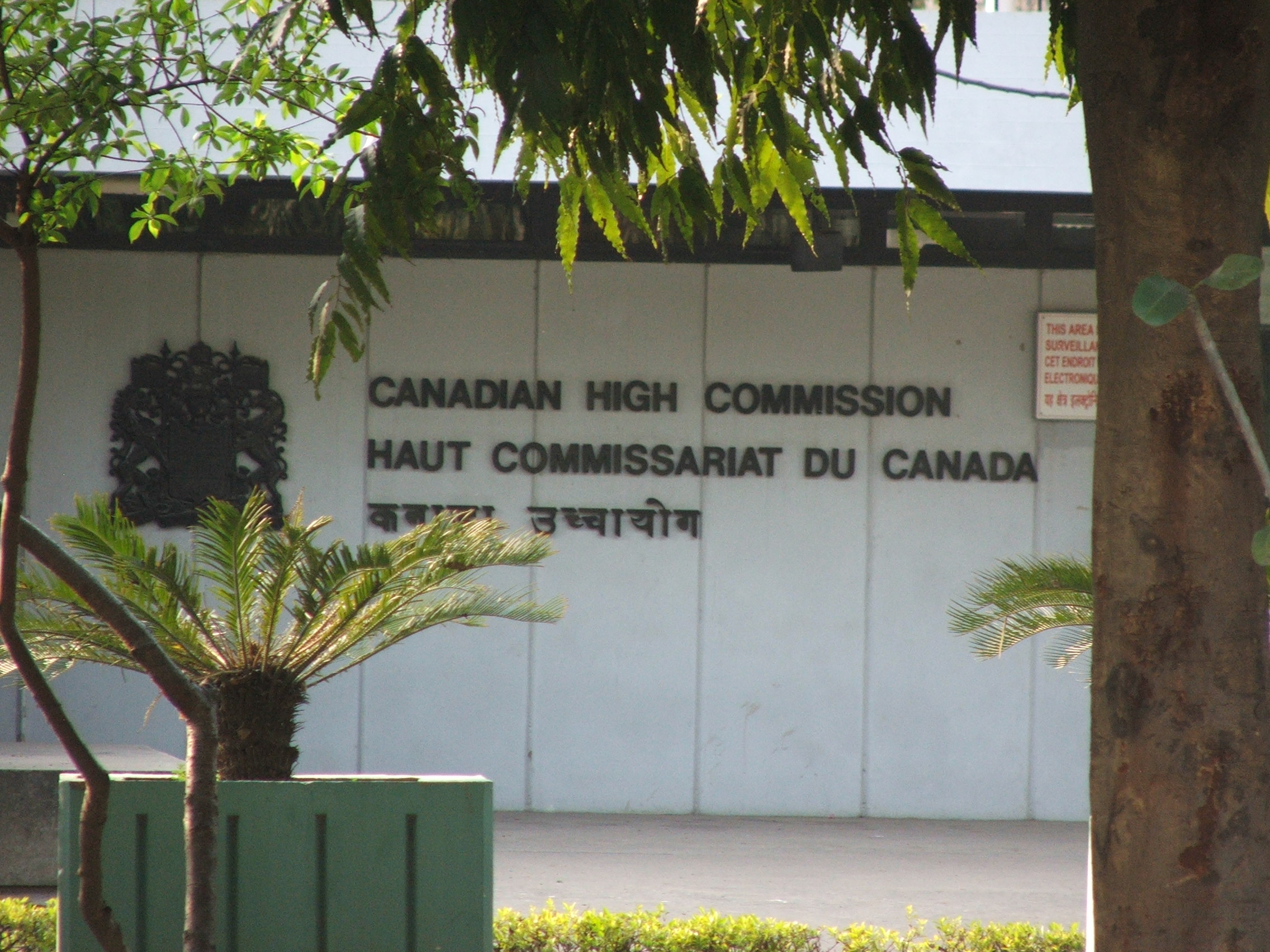
البعثة العليا في نيودلهي
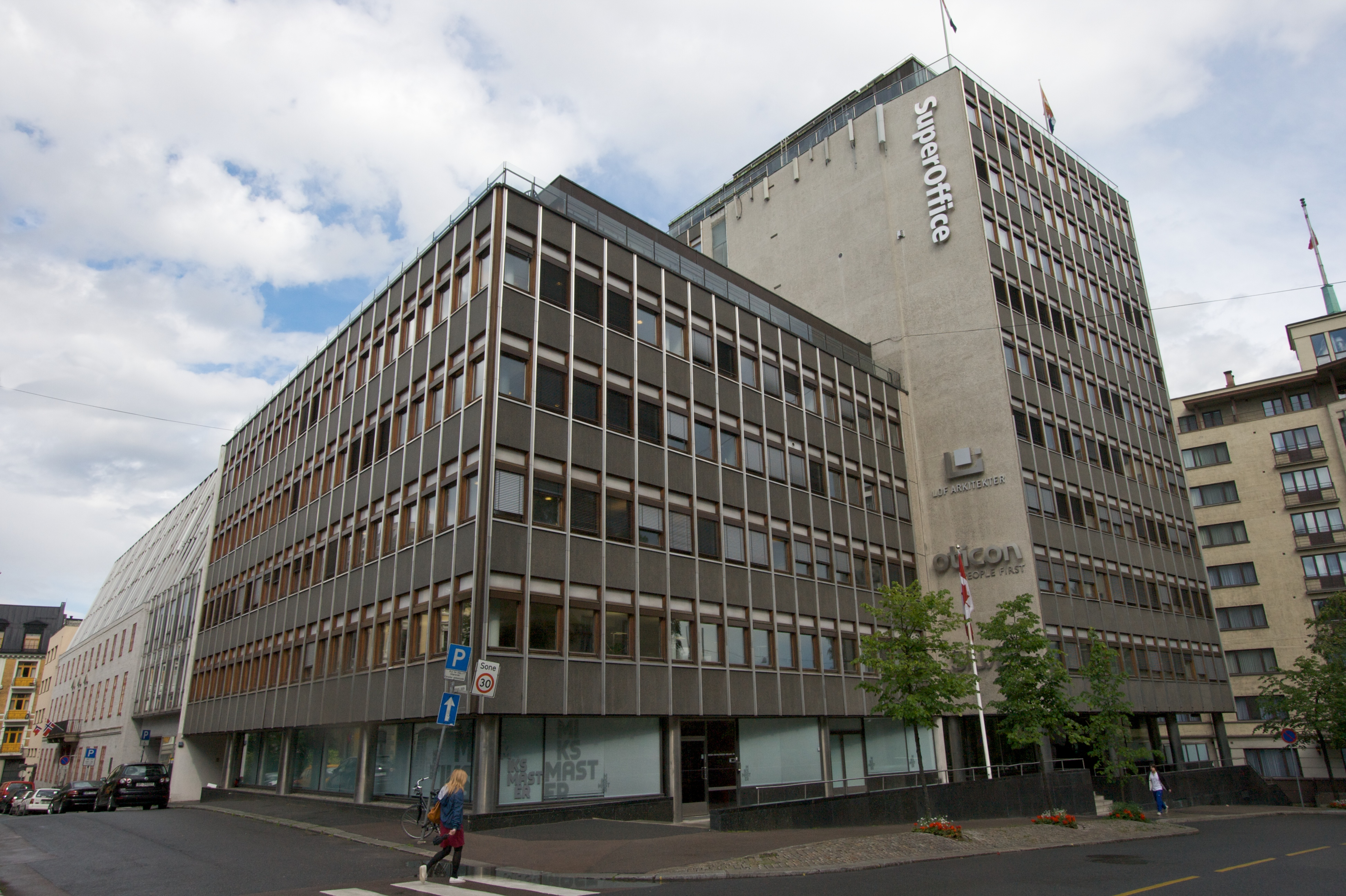
سفارة في أوسلو
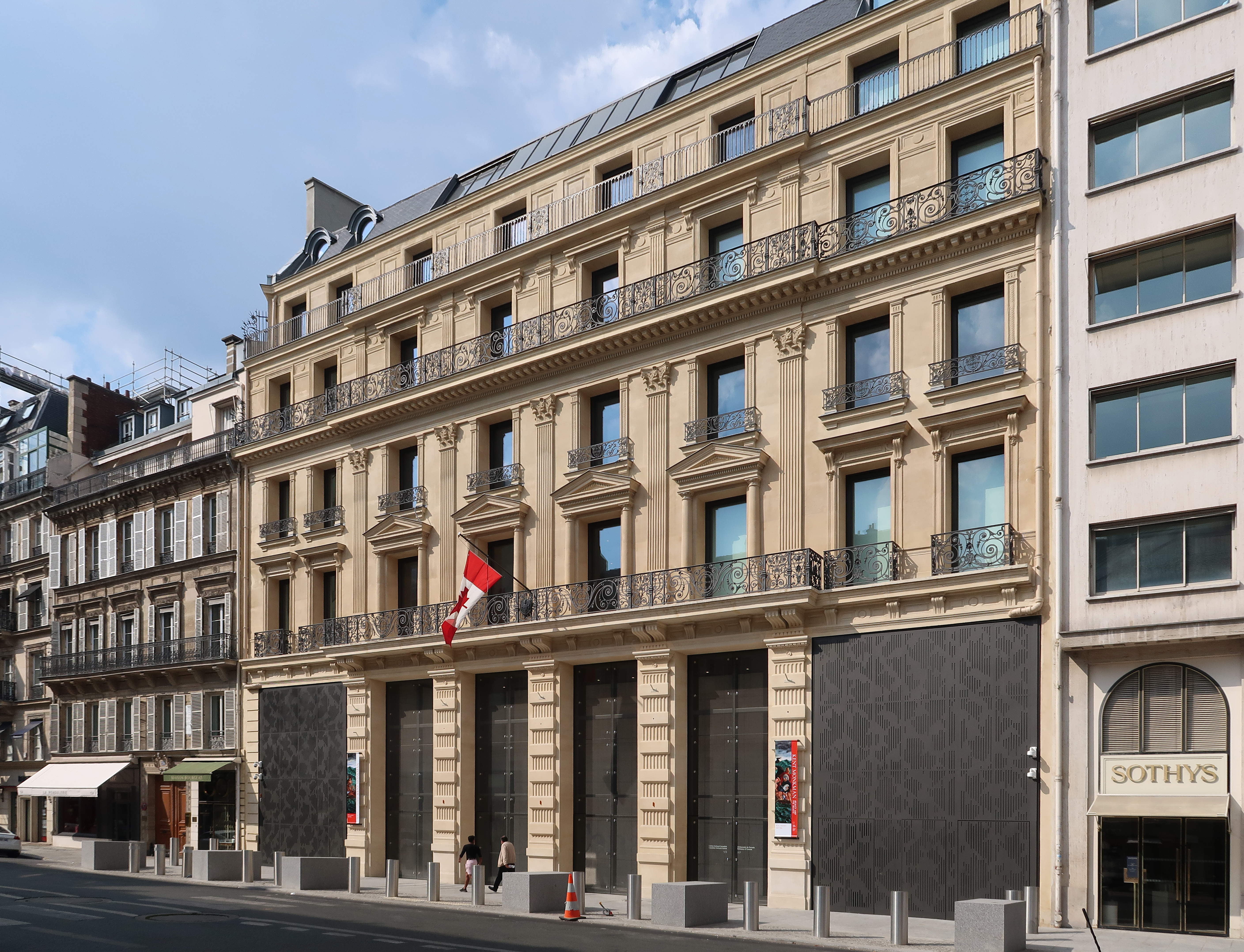
سفارة في باريس
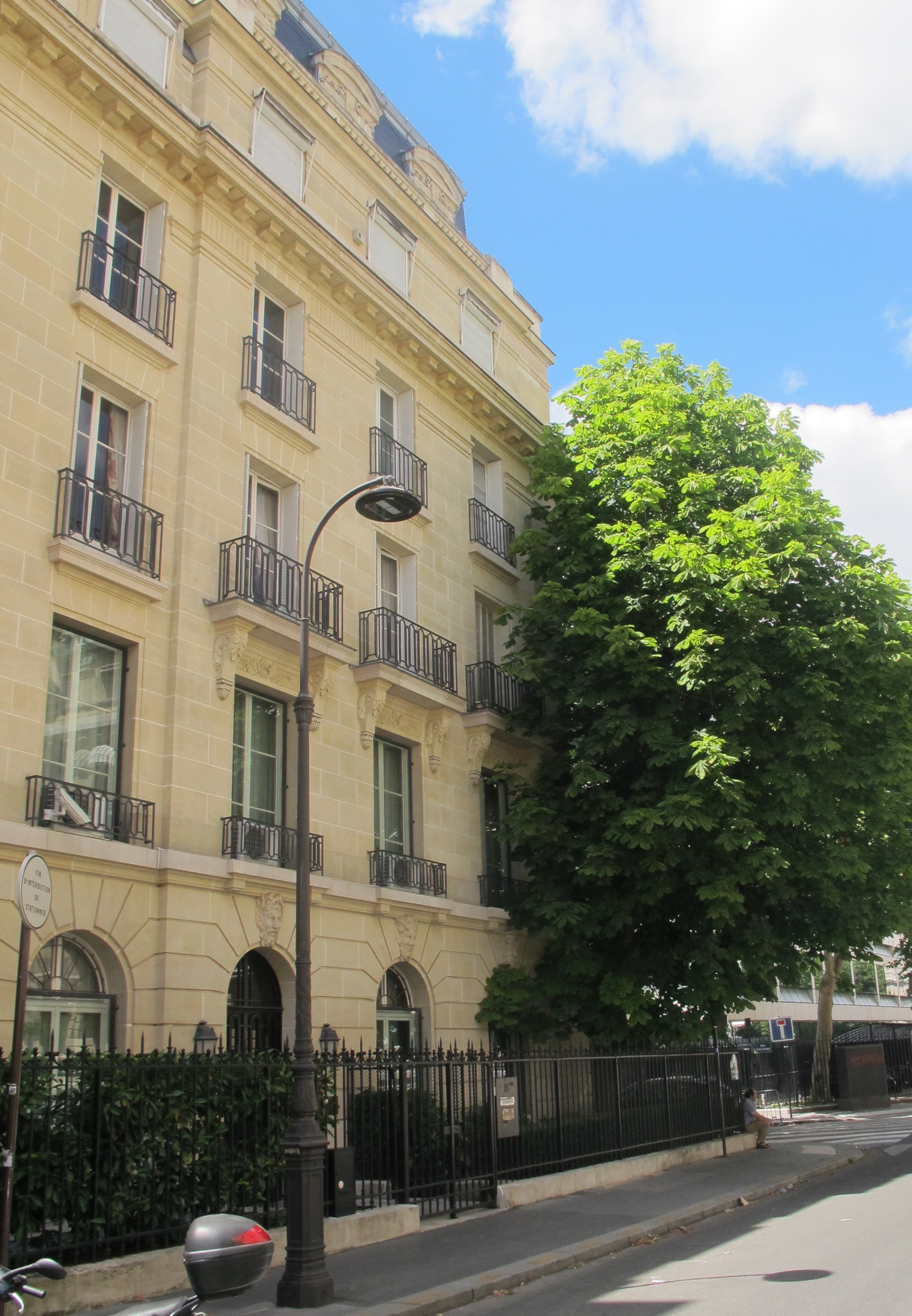
البعثة الدائمة لدى منظمة التعاون الاقتصادي والتنمية في باريس
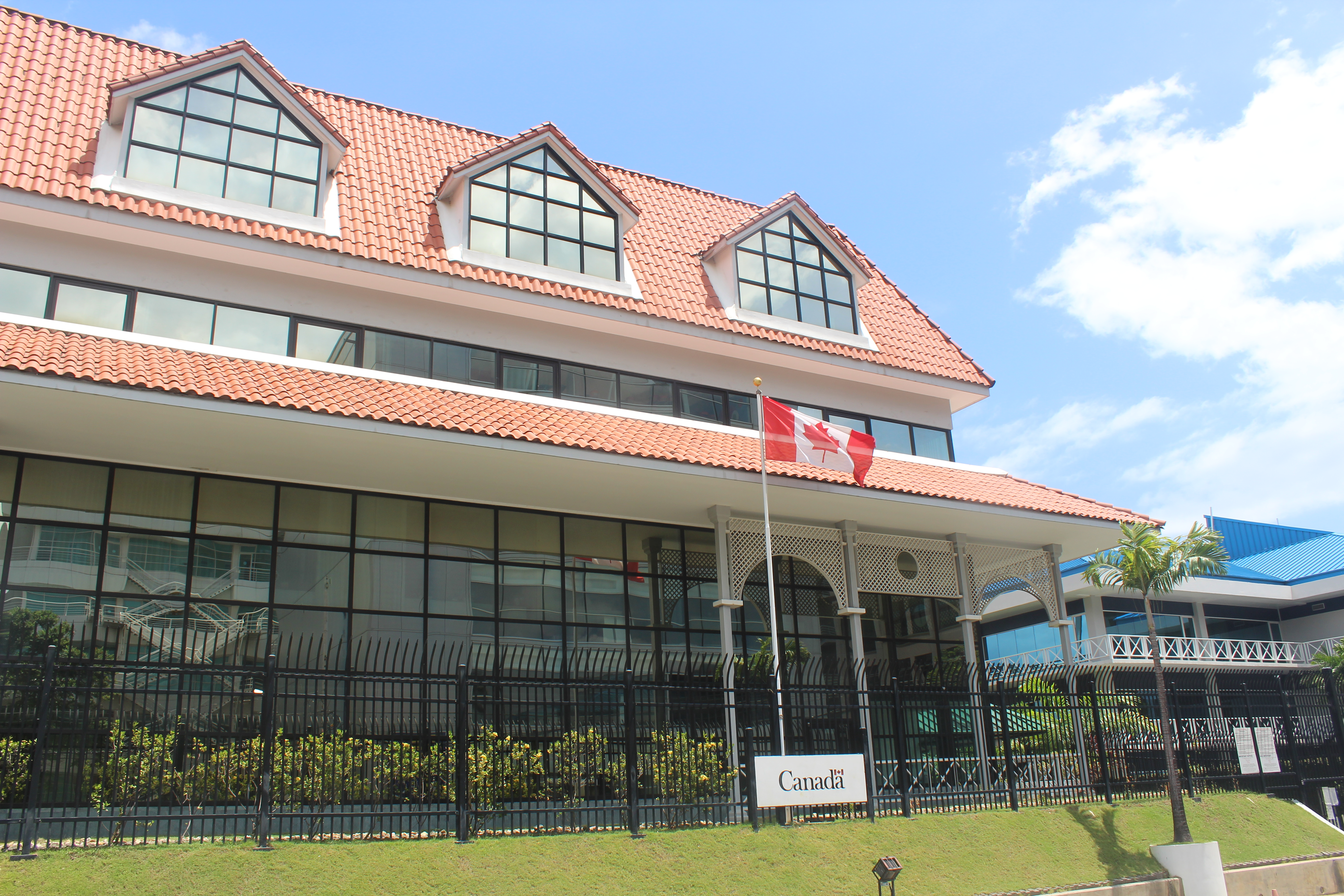
البعثة العليا في بورت أوف سبين
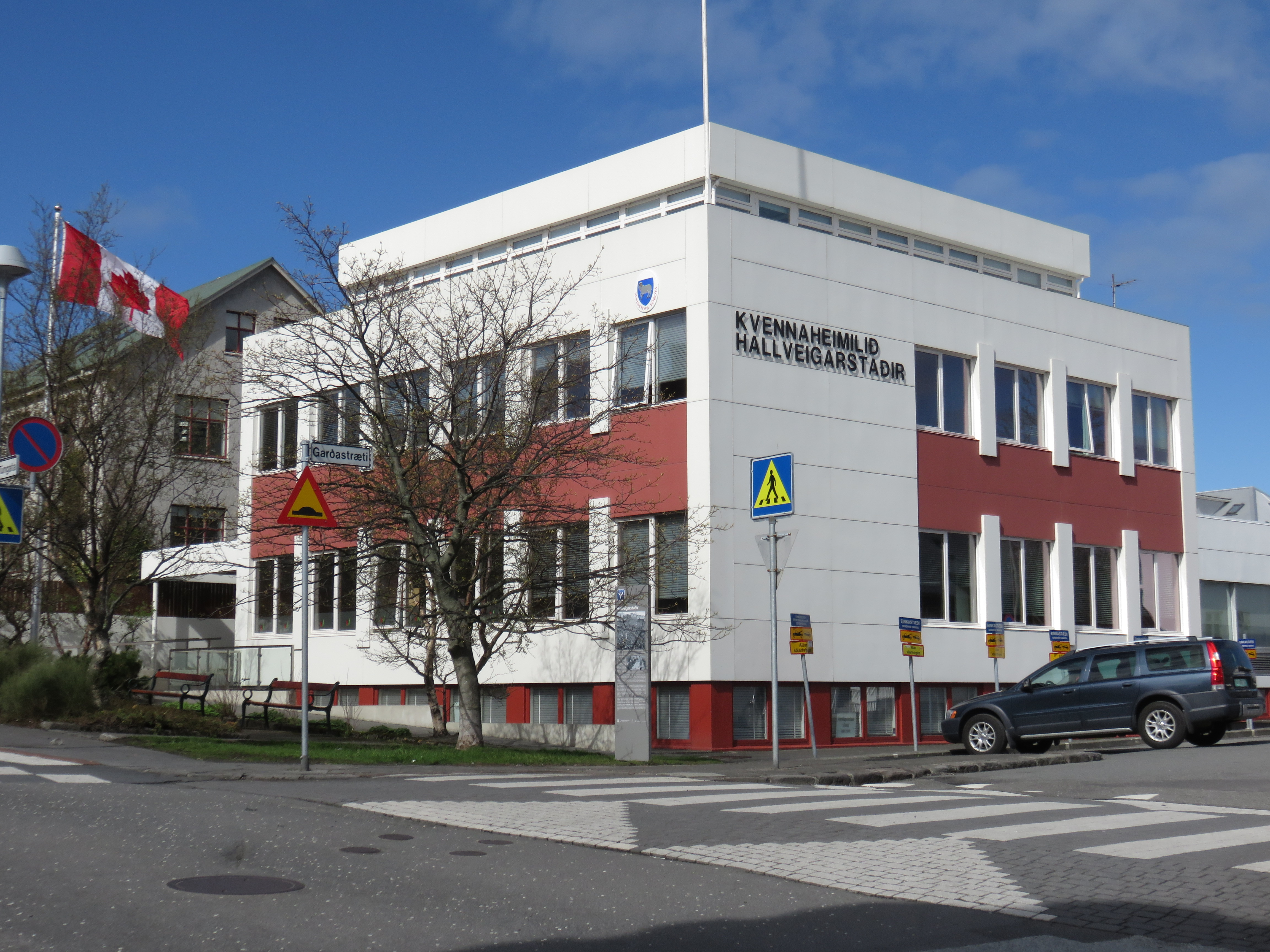
سفارة في ريكيافيك
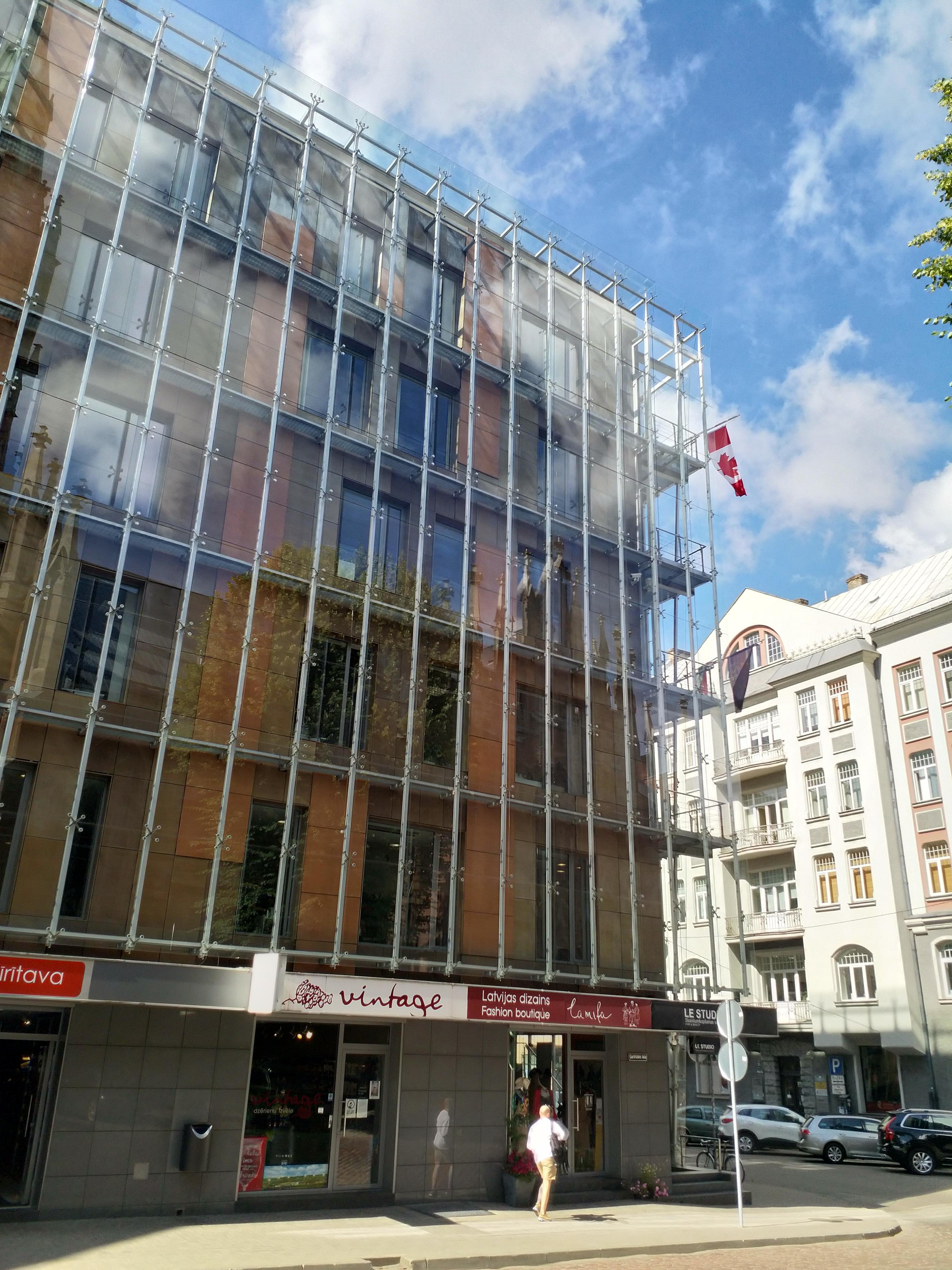
سفارة في ريغا
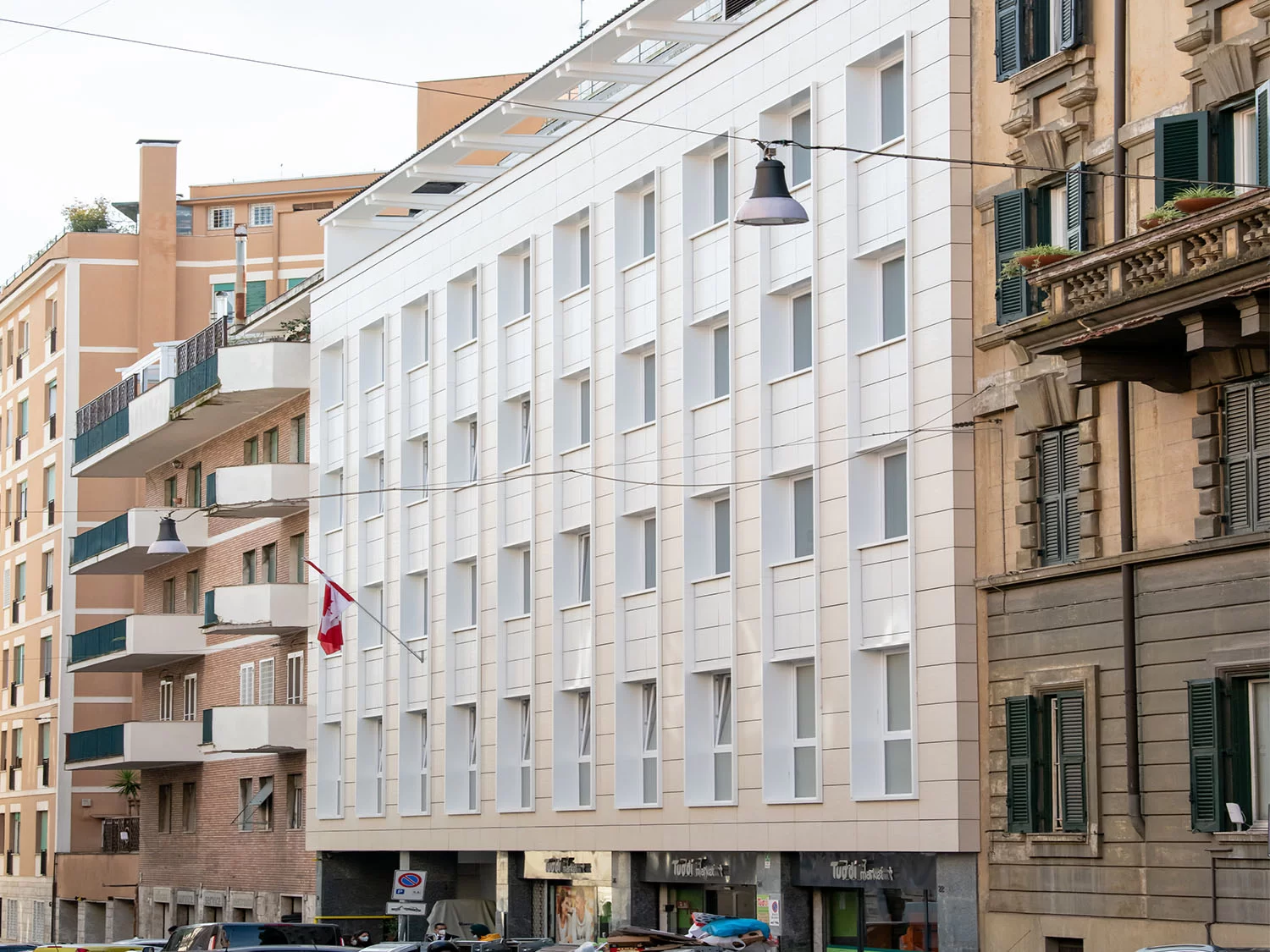
سفارة في روما
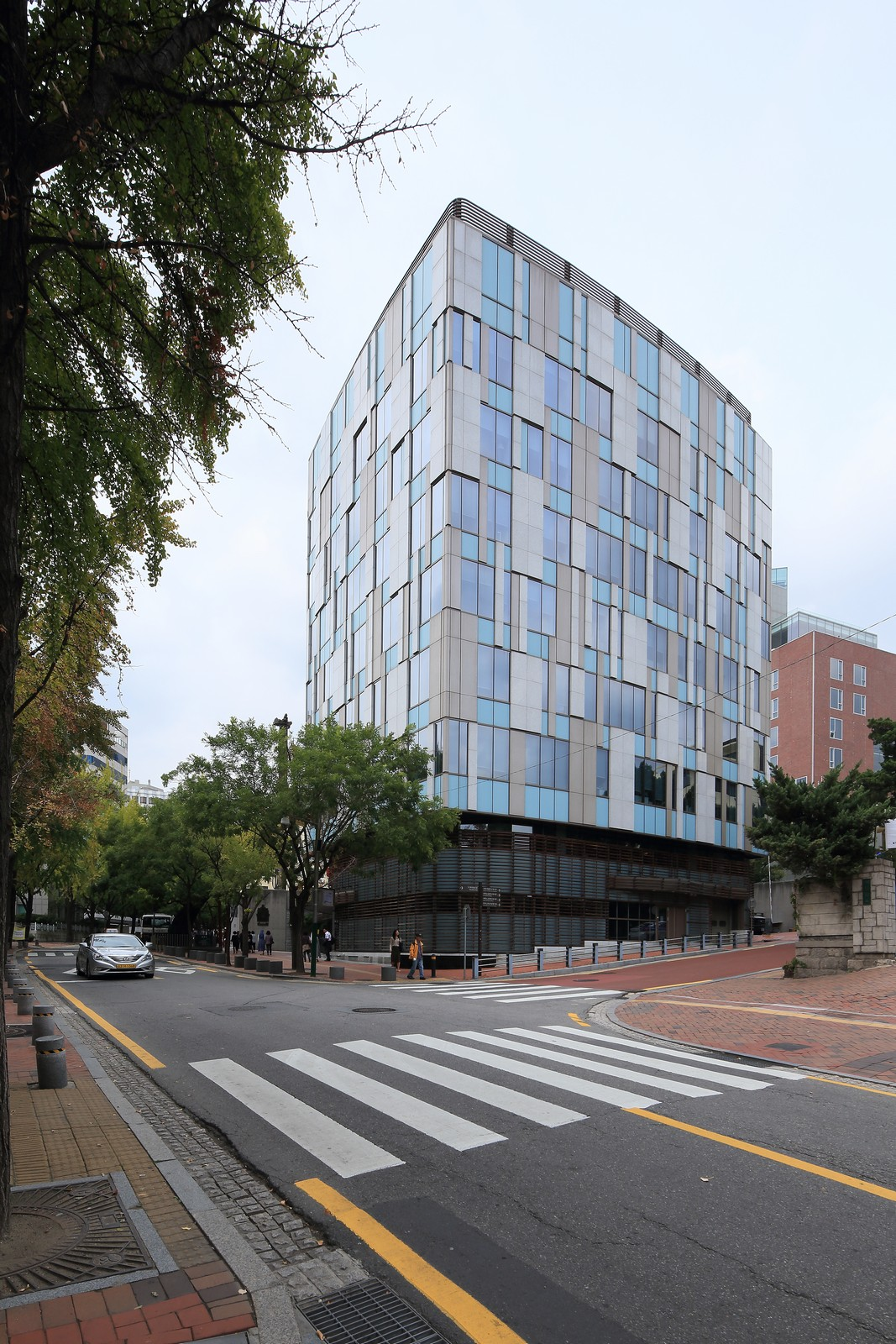
سفارة في سيول
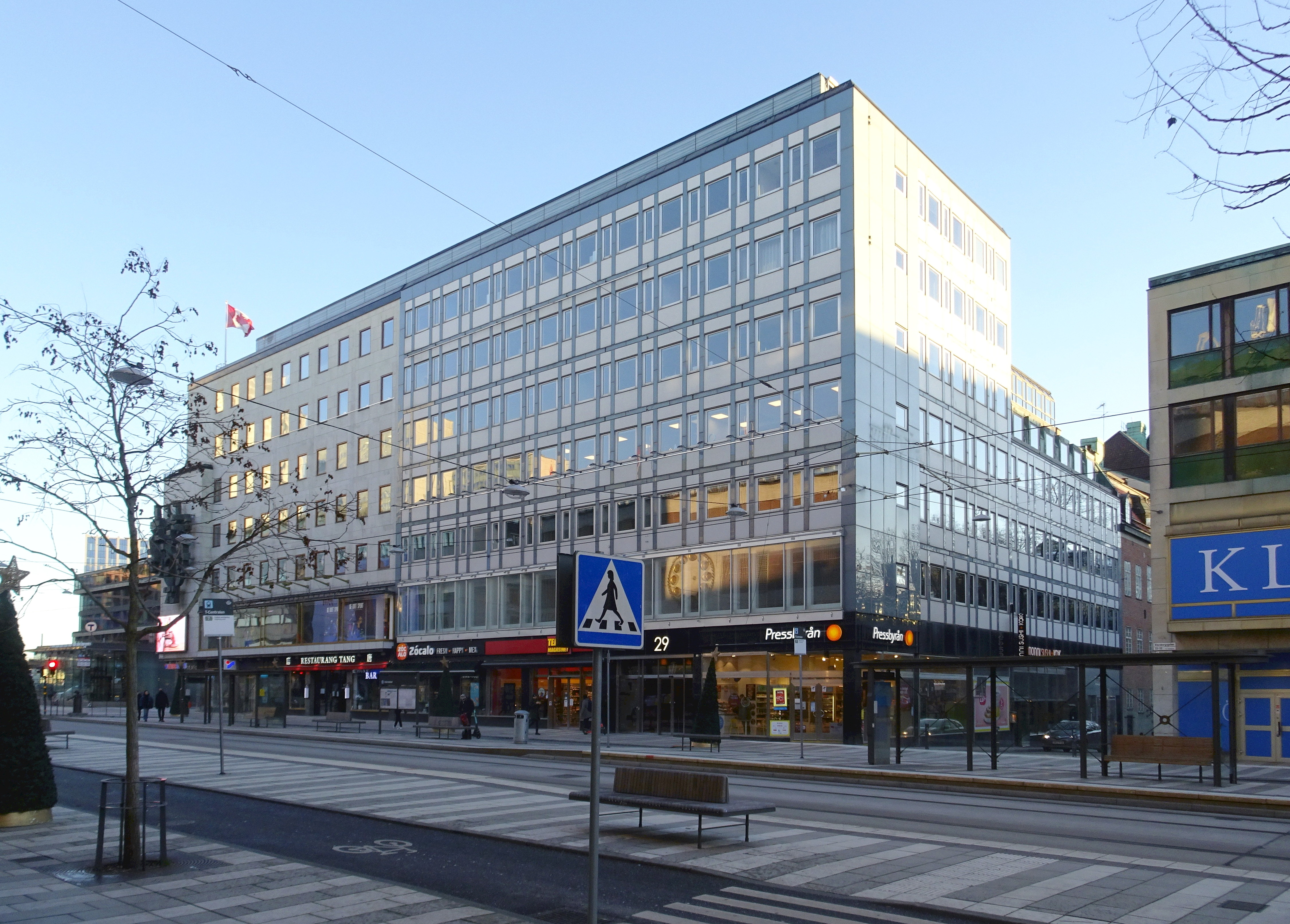
سفارة في ستوكهولم
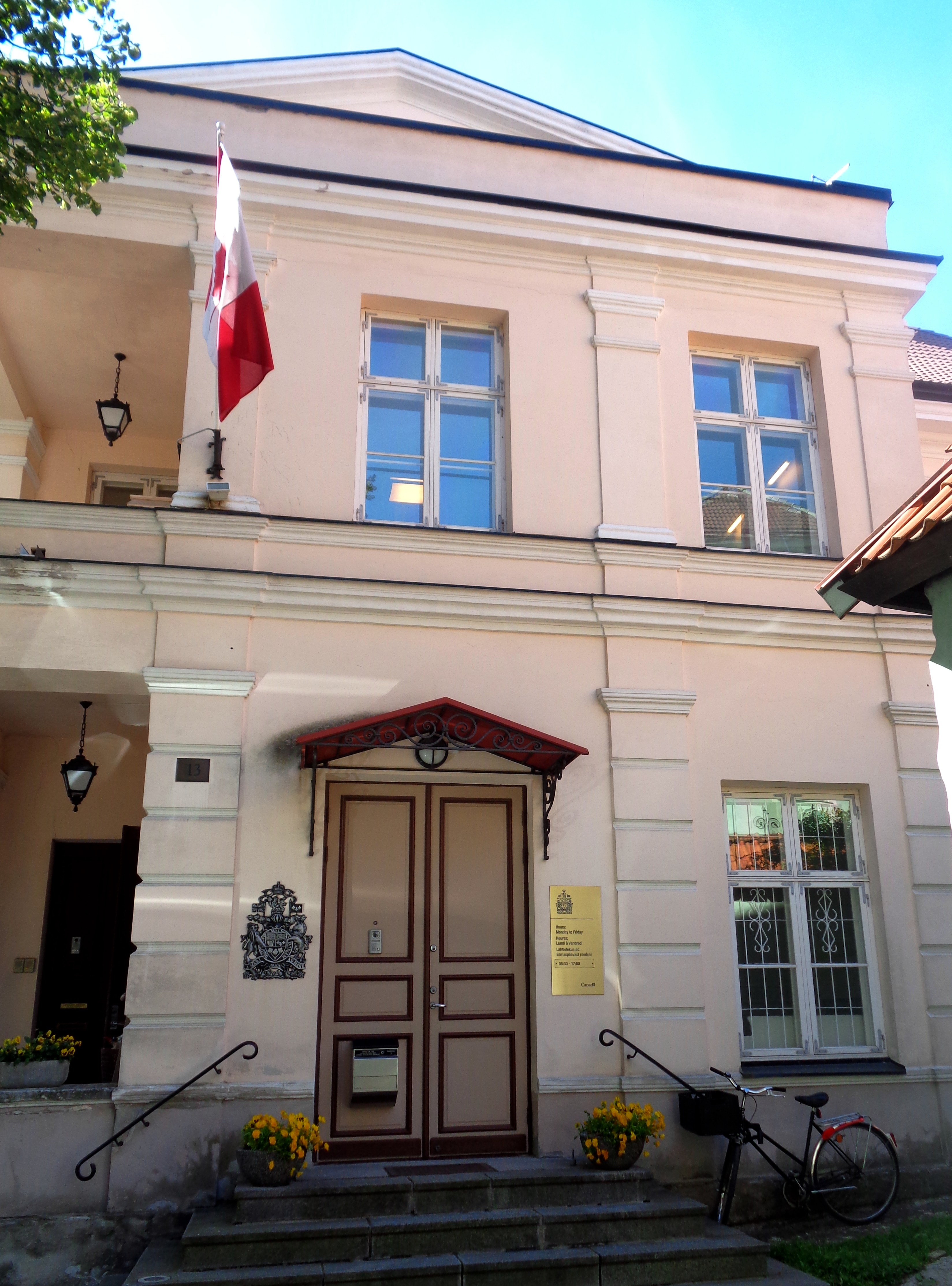
سفارة في تالين
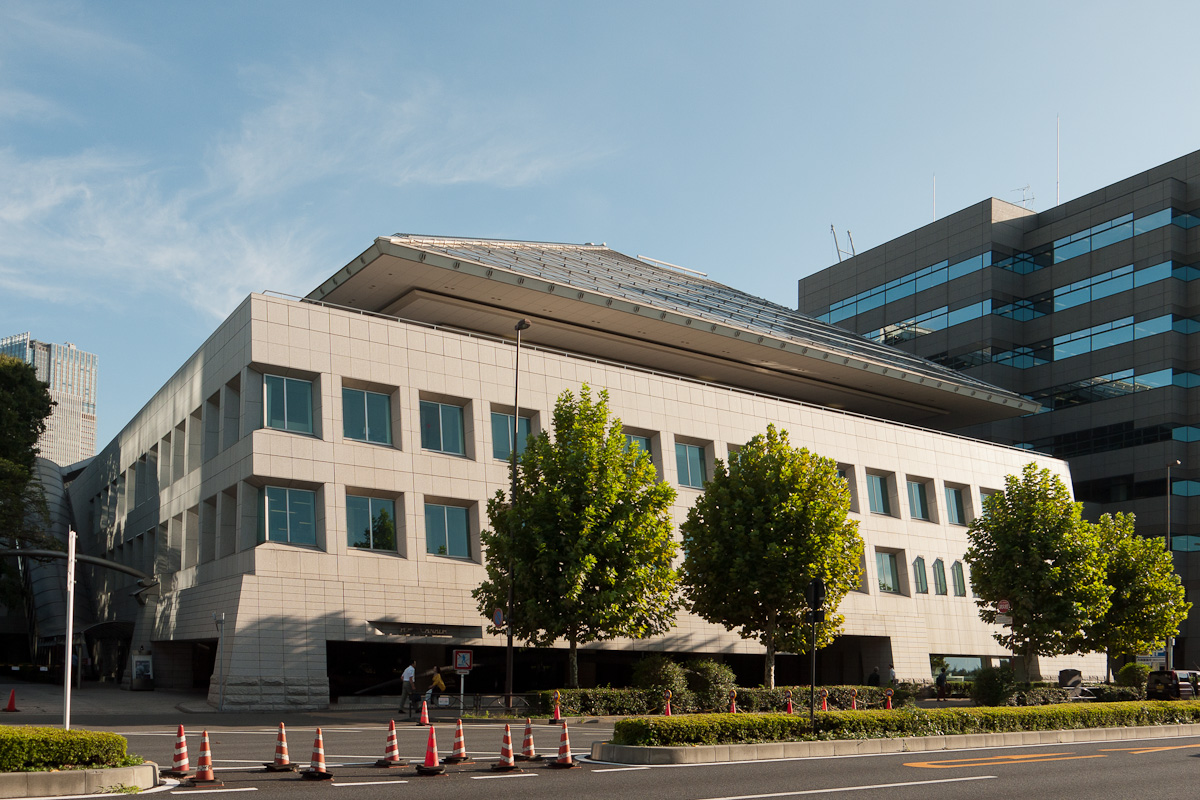
سفارة في طوكيو
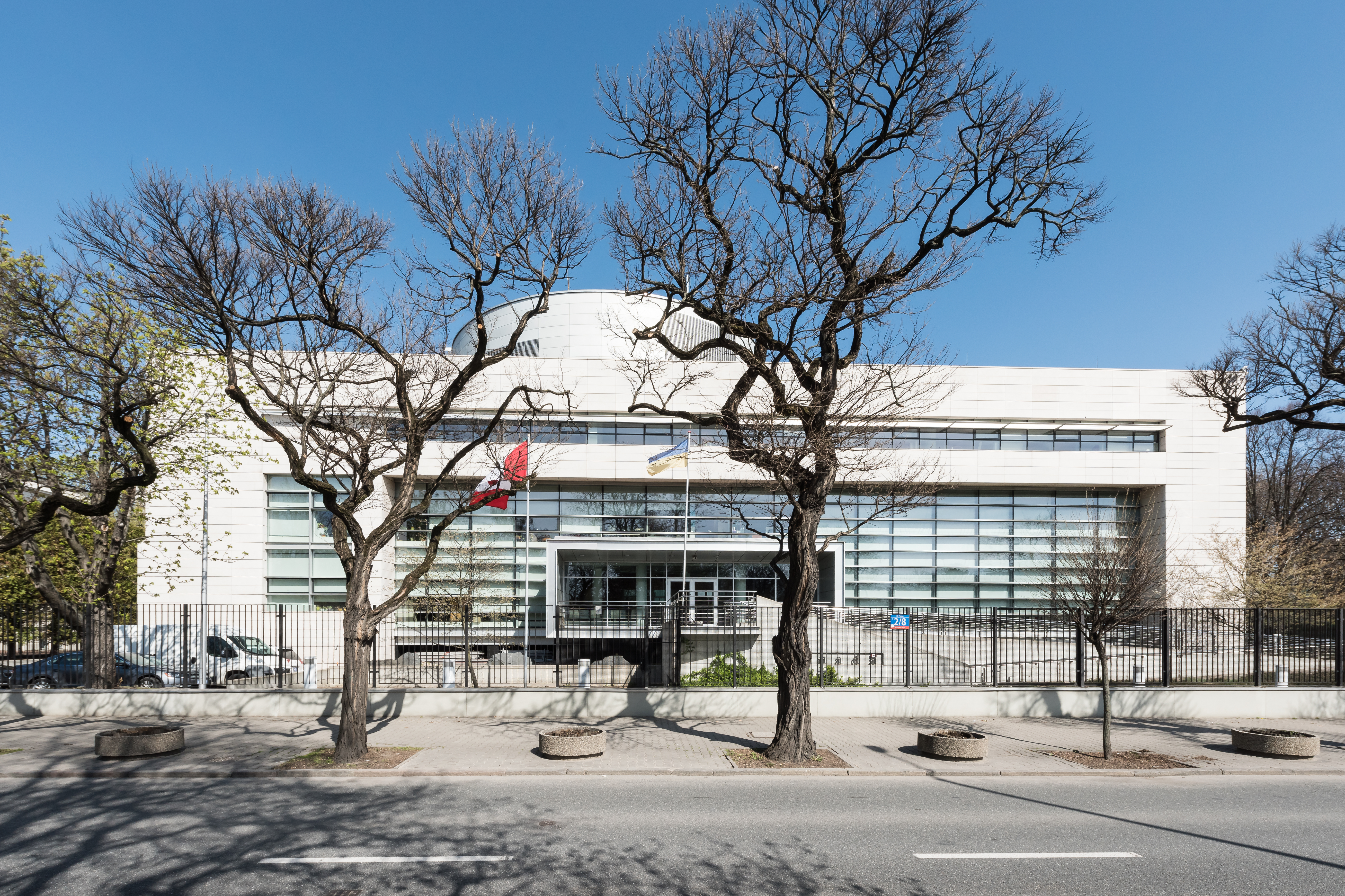
سفارة في وارسو
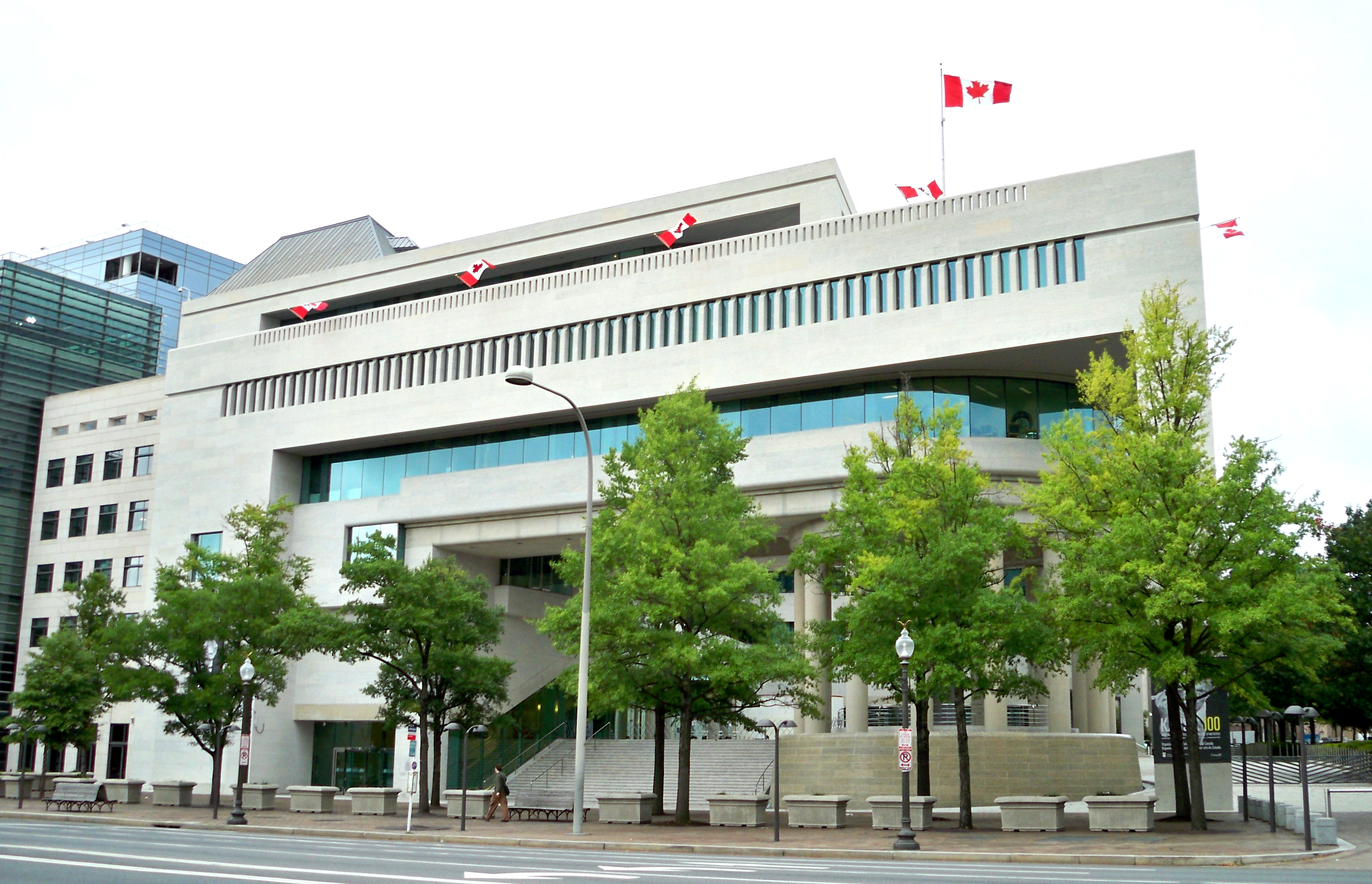
سفارة في واشنطن العاصمة
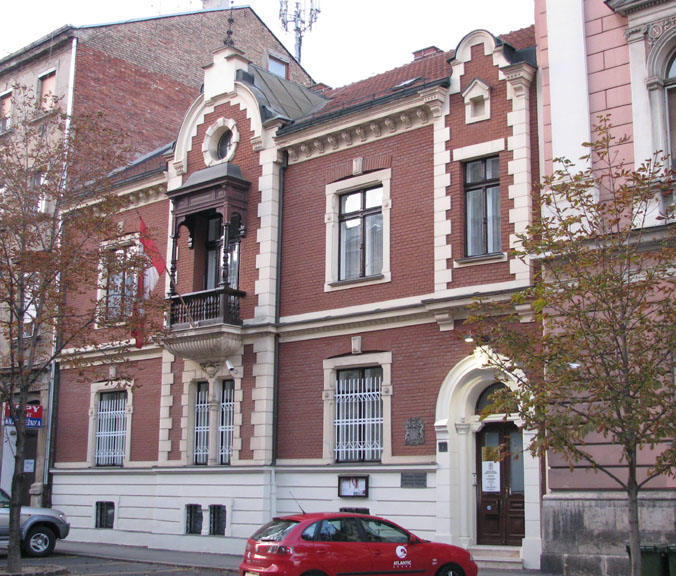
سفارة في زغرب

## ملحوظات
1. ↑  The Canadian Embassy to the Holy See is located outside Vatican territory in Rome.

1. ↑  To be upgraded into a High Commission.
2. ↑  As of June 2019, embassy operations in Venezuela are currently suspended due to الأزمة الرئاسية الفنزويلية.[3]